# Rosenheim
Die kreisfreie Stadt Rosenheim liegt im Regierungsbezirk Oberbayern im Alpenvorland, am Zusammenfluss von Mangfall und Inn. Die Mittelstadt ist umschlossen vom Landkreis Rosenheim und gleichzeitig dessen Verwaltungssitz. Mit über 65.000 Einwohnern ist Rosenheim nach München und Ingolstadt die drittgrößte Stadt in Oberbayern und eines von 23 bayerischen Oberzentren.

## Geographie

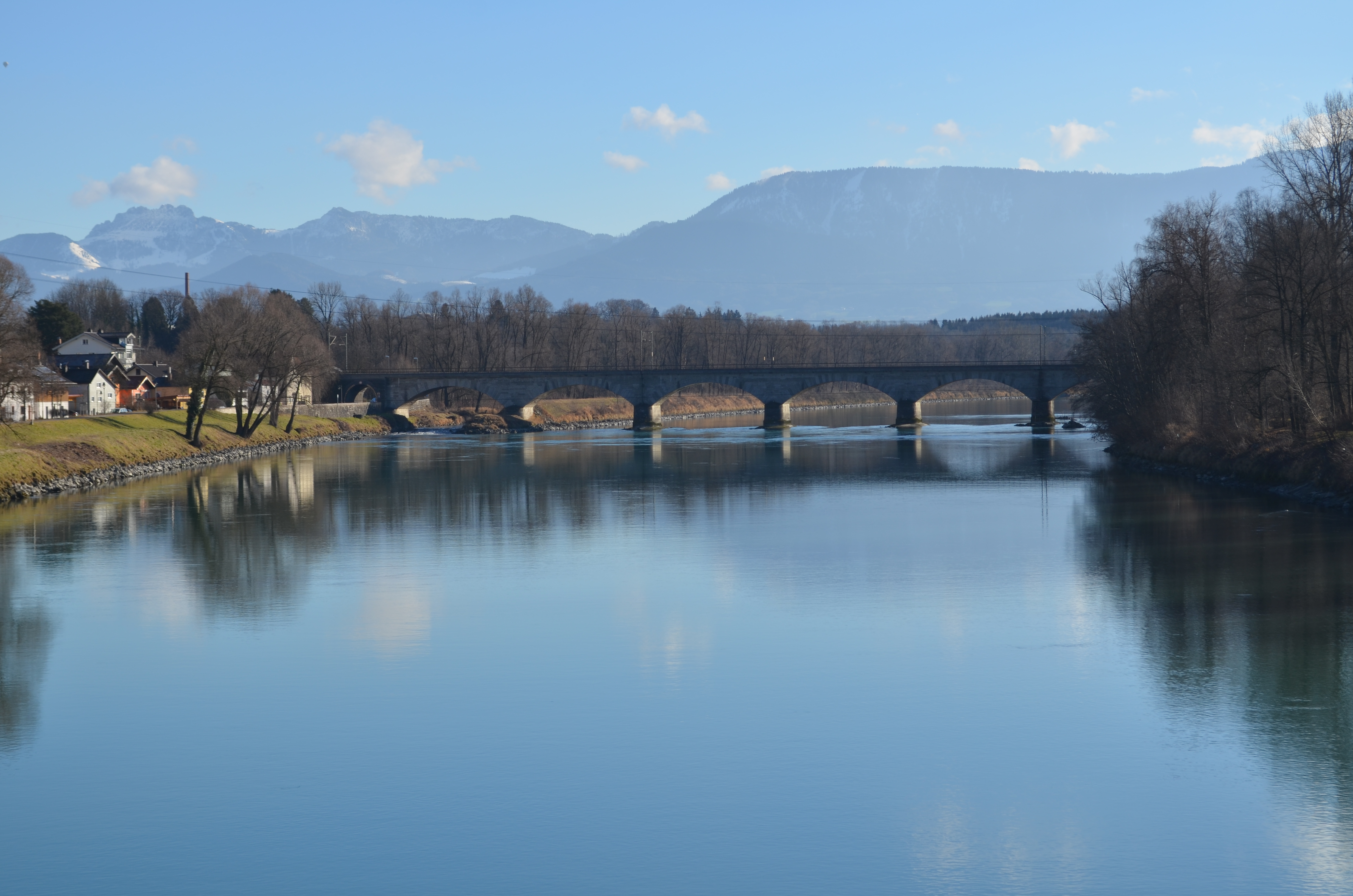
Der Inn bei Rosenheim; links im Hintergrund die Kampenwand

### Geographische Lage
Rosenheim liegt im Inntal auf einer Höhe von 446 m. Dem Inn fließt im Stadtgebiet die Mangfall zu. Nordöstlich erstreckt sich der Chiemgau, südöstlich steigt das Gelände zu den Chiemgauer Alpen hin an und südwestlich zum Mangfallgebirge.
Die Stadt ist ein wichtiger Verkehrsknotenpunkt zwischen München (ca. 60 km nordwestlich), Salzburg (ca. 80 km östlich) und Innsbruck (ca. 110 km südwestlich) sowie dem Brennerpass nach Italien (ca. 130 km). Durch Rosenheim führen die Eisenbahnstrecken München–Salzburg und München–Verona/Italien sowie die österreichische Eisenbahn-Transitstrecke Salzburg–Innsbruck. Nahe der Stadt liegt das Autobahndreieck Inntal, an dem die Inntal-Autobahn von der Autobahn München–Salzburg abzweigt (siehe auch Verkehr).
Der Ort besitzt aufgrund seiner Lage einen hohen Freizeitwert; im näheren Umkreis von etwa 25 km befinden sich der Chiemsee, der Simssee und etwa ein Dutzend weiterer Badeseen sowie die Berge des nördlichen Alpenrands Wendelstein, Hochries und Kampenwand, die zum Skifahren, Wandern, Mountainbiken und Gleitschirm-/Drachenfliegen einladen.

### Geomorphologie
Die Landschaft unmittelbar um Rosenheim ist in ihrer jetzigen Form in der letzten Eiszeit durch den Inntalgletscher geprägt worden. Die Stadt liegt im Rosenheimer Becken auf dem Grund eines ehemaligen Gletschersees, der sich noch vor rund 10.000 Jahren bis in die Gegend von Wasserburg am Inn, gut 25 km nördlich von Rosenheim, erstreckte; der Simssee, 7 km östlich von Rosenheim ist ein letzter Überrest. Noch heute ist an vielen Stellen rings um die Stadt zu erkennen, wie der frühere flache Seegrund abrupt in die relativ steile Uferböschung übergeht.

### Nachbargemeinden
| Großkarolinenfeld | Schechen                                    |                 |
| Kolbermoor        | Kompassrose, die auf Nachbargemeinden zeigt | Stephanskirchen |
|                   | Raubling                                    | Rohrdorf        |

### Stadtgliederung
Rosenheim gliedert sich in die neun Stadtteile Innenstadt, West, Ost, Süd, Fürstätt, Westerndorf St. Peter, Happing, Aising und Pang.
| Nr.                       | Stadtteil             | Einwohner |  |
| 1.                        | Innenstadt            | 8.675     |  |
| 2.                        | West                  | 10.898    |  |
| 3.                        | Ost                   | 8.653     |  |
| 4.                        | Süd                   | 6.741     |  |
| 5.                        | Fürstätt              | 1.578     |  |
| 6.                        | Westerndorf St. Peter | 5.949     |  |
| 7.                        | Happing               | 6.332     |  |
| 8.                        | Aising                | 8.166     |  |
| 9.                        | Pang                  | 3.917     |  |
| Einwohner Stand Juni 2014 |                       |           |  |

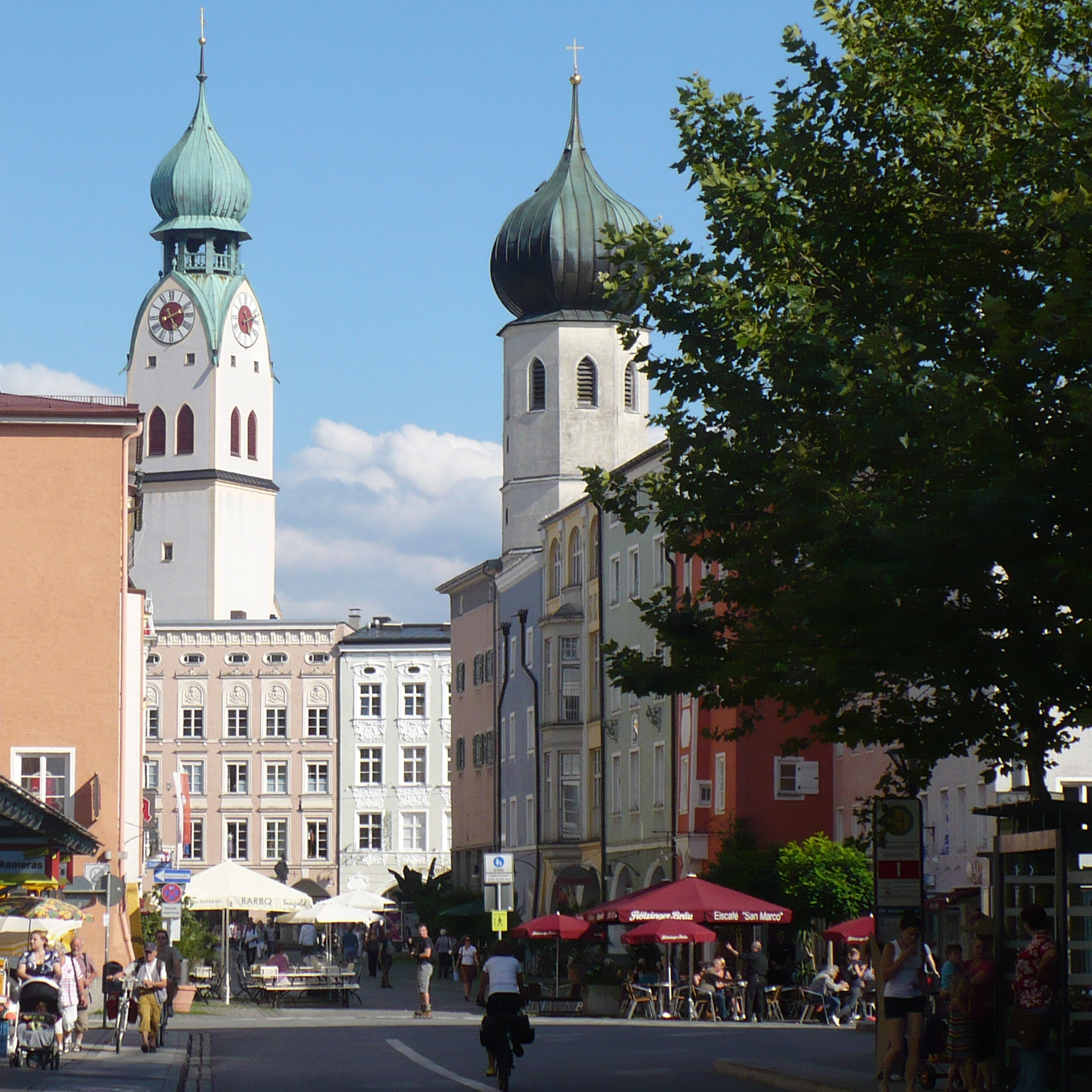
Heilig-Geist-Straße, Blick zum Max-Josefs-Platz, links St. Nikolaus, rechts Heilig-Geist-Kirche

Panoramaansicht Richtung Südosten; links im Hintergrund die Hochries, davor im Mittelgrund der querliegende Samerberg, dahinter rechts Heuberg und Kranzhorn, halbrechts am Horizont das Kaisergebirge

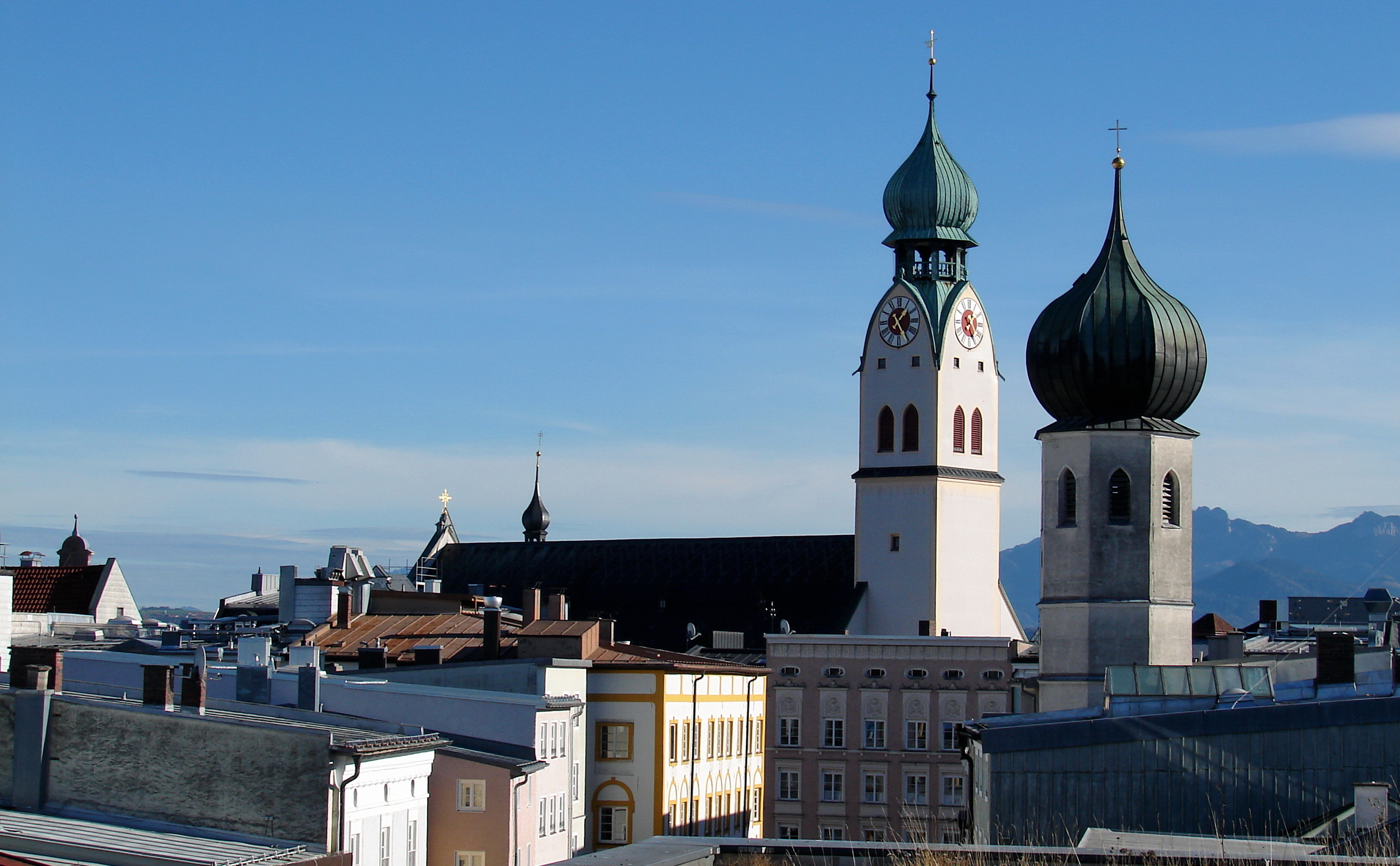
Altstadt mit St. Nikolaus und Heilig-Geist-Kirche

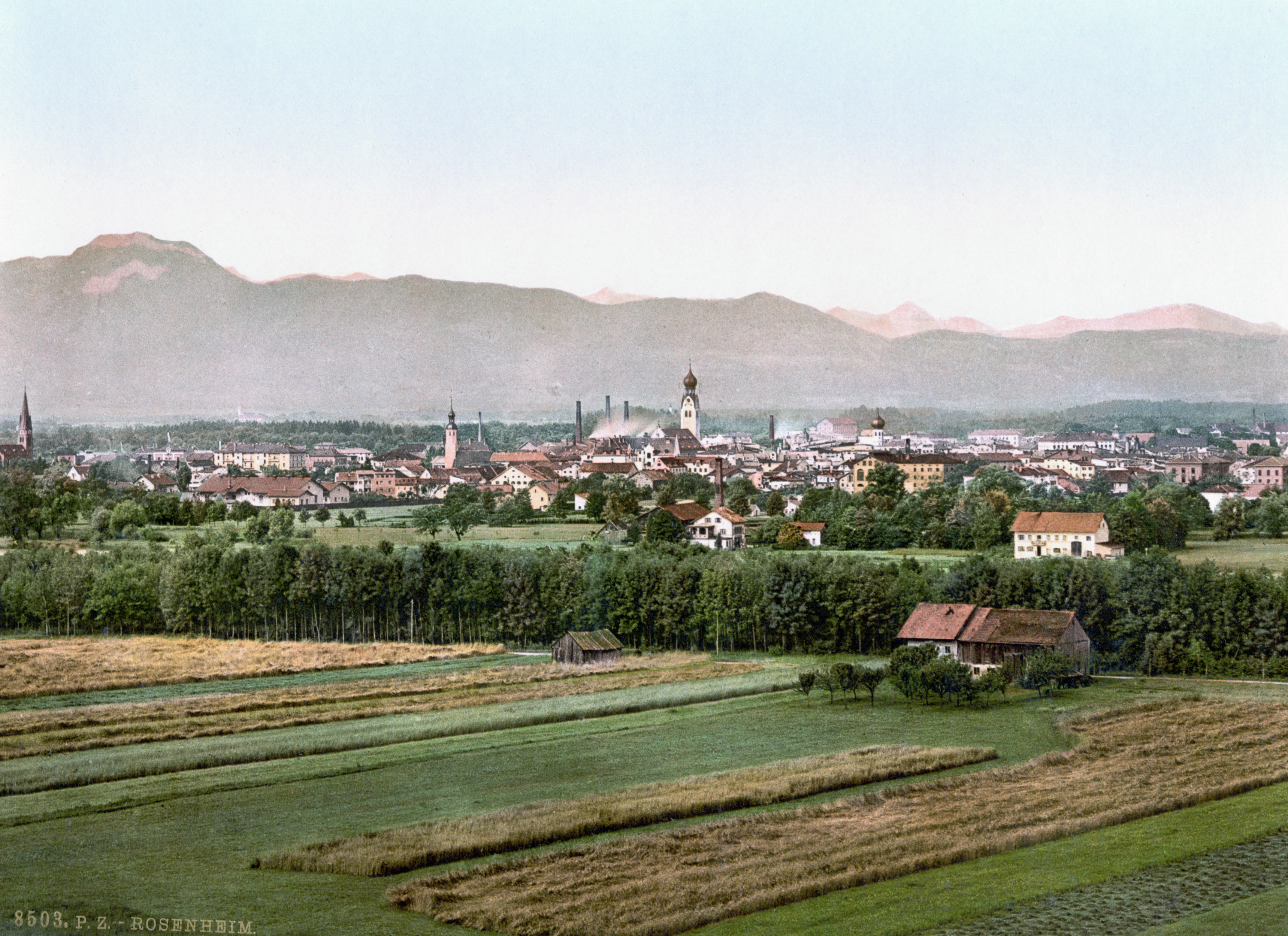
Rosenheim um 1900

Ergänzend dazu existiert eine Unterteilung in 30 Gemeindeteile:
| Südlich (der Eisenbahnstrecke): - Aising - Aising-Schönau - Aisinger Landstraße - Aisingerwies - Au bei Happing - Au bei Rosenheim - Brucklach - Happing - Heilig Blut - Hohenofen - Kaltmühl | - Kaltwies - Oberkaltbrunn - Oberwöhr - Pang - Pösling - Schlipfham - Schwaig - Stocka - Unterkaltbrunn - Westerndorf | Nördlich (der Eisenbahnstrecke): - Egarten - Erlenau - Fürstätt - Langenpfunzen - Mitterfeld - Rosenheim - Wehrfleck - Wernhardsberg - Westerndorf St.Peter |

Die Orte Endorferau und Kastenau sind nicht amtlich benannt.

### Klima
Die Stadt befindet sich in der gemäßigten Klimazone. Die durchschnittliche Jahrestemperatur in Rosenheim beträgt 9,4 °C. Die wärmsten Monate sind Juli und August mit durchschnittlich 18,9 beziehungsweise 18,7 °C und die kältesten Dezember und Januar mit −0,3 beziehungsweise −0,9 °C im Mittel. Der Jahresniederschlag liegt mit 1310,6 mm deutlich über dem gesamtdeutschen Durchschnitt von 700 mm.
|                        | Jan  | Feb  | Mär   | Apr   | Mai   | Jun   | Jul   | Aug   | Sep   | Okt  | Nov  | Dez  |   |         |
| Mittl. Temperatur (°C) | −0,9 | 1,3  | 5,3   | 9,2   | 14,4  | 17,2  | 18,9  | 18,7  | 14,4  | 10,3 | 3,9  | −0,3 | ⌀ | 9,4     |
| Mittl. Tagesmax. (°C)  | 2,5  | 5,2  | 10,1  | 14,5  | 20,2  | 22,5  | 24,3  | 24,0  | 19,1  | 14,6 | 7,1  | 2,5  | ⌀ | 13,9    |
| Mittl. Tagesmin. (°C)  | −4,2 | −2,7 | 0,5   | 3,8   | 8,5   | 11,9  | 13,5  | 13,3  | 9,7   | 5,9  | 0,7  | −3,1 | ⌀ | 4,9     |
|                        |      |      |       |       |       |       |       |       |       |      |      |      |   |         |
| Niederschlag (mm)      | 59,5 | 84,3 | 102,9 | 100,2 | 121,1 | 150,8 | 166,5 | 151,0 | 122,0 | 79,6 | 95,4 | 77,3 | Σ | 1.310,6 |
|                        |      |      |       |       |       |       |       |       |       |      |      |      |   |         |
| Sonnenstunden (h/d)    | 3,2  | 4,1  | 3,4   | 4,4   | 7,4   | 6,8   | 7,0   | 5,7   | 4,2   | 3,4  | 2,2  | 1,8  | ⌀ | 4,5     |
|                        |      |      |       |       |       |       |       |       |       |      |      |      |   |         |
| Regentage (d)          | 16   | 15   | 13    | 14    | 15    | 16    | 16    | 15    | 13    | 12   | 14   | 14   | Σ | 173     |
|                        |      |      |       |       |       |       |       |       |       |      |      |      |   |         |
| Wassertemperatur (°C)  | 4    | 4,9  | 5     | 6,9   | 13,2  | 17,5  | 20,4  | 19,6  | 15,1  | 12,5 | 6,4  | 4,3  | ⌀ | 10,9    |

| −4,2 |

| −2,7 |

| 0,5 |

| 3,8 |

| 8,5 |

| 11,9 |

| 13,5 |

| 13,3 |

| 9,7 |

| 5,9 |

| 0,7 |

| −3,1 |

| −4,2 |

| −2,7 |

| 0,5 |

| 3,8 |

| 8,5 |

| 11,9 |

| 13,5 |

| 13,3 |

| 9,7 |

| 5,9 |

| 0,7 |

| −3,1 |

| N i e d e r s c h l a g | 59,5 | 84,3 | 102,9 | 100,2 | 121,1 | 150,8 | 166,5 | 151,0 | 122,0 | 79,6 | 95,4 | 77,3 |
|                         | Jan  | Feb  | Mär   | Apr   | Mai   | Jun   | Jul   | Aug   | Sep   | Okt  | Nov  | Dez  |

## Geschichte
Bereits im Mittelalter war die Stadt Verkehrsschnittpunkt und Wirtschaftsstandort, erhielt früh das Marktrecht und entwickelte sich über eine Salz- und Eisenbahnerstadt zur heutigen Holz- und Fachhochschulstadt. Die Lage an den wichtigen Verkehrsachsen war ausschlaggebend für die Entwicklung des Ortes.

### Pons Aeni
Entscheidend für die Besiedlung des Gebietes waren der Inn und das dazugehörige Inntal. Bereits im Jahr 15 v. Chr. kamen die Römer unter der Führung von Drusus und Tiberius an diese Stelle. Sie gründeten dort rechts des Inns die Provinz Noricum, links des Inns Rätien. Die Kolonisatoren errichteten daraufhin eine Konsularstraße vom Brenner nach Castra Regina (Regensburg) und eine in Ost-West-Richtung verlaufende Straße von Iuvavum (Salzburg) nach Augusta Vindelicum (Augsburg). Die Kreuzung dieser beiden wichtigen Handelswege wurde durch eine Militärstation geschützt. Deren Name war „Pons Aeni“ (dt. Innbrücke). Seltener benutzte Bezeichnungen waren „Ponte Aoni“, „Ad Enum“ oder „Statio Enensis“. Die römisch-keltische Siedlung der rund 500 Jahre andauernden römischen Besatzung übernahm diesen Namen. Pons Aeni lag zwischen Isinisca (Aying) und Bedaium (Seebruck), wie das römische Straßenverzeichnis Itinerarium Antonini und die römische Straßenkarte Tabula Peutingeriana aus dem 4. Jahrhundert zeigen. Im Laufe der Zeit entwickelte sich aufgrund der Sprache der Bajuwaren aus „Pons Aeni“ das heute noch geläufige „Pfunzen“, das in den Ortsteilnamen „Langenpfunzen“ und „Leonhardspfunzen“ noch immer besteht.

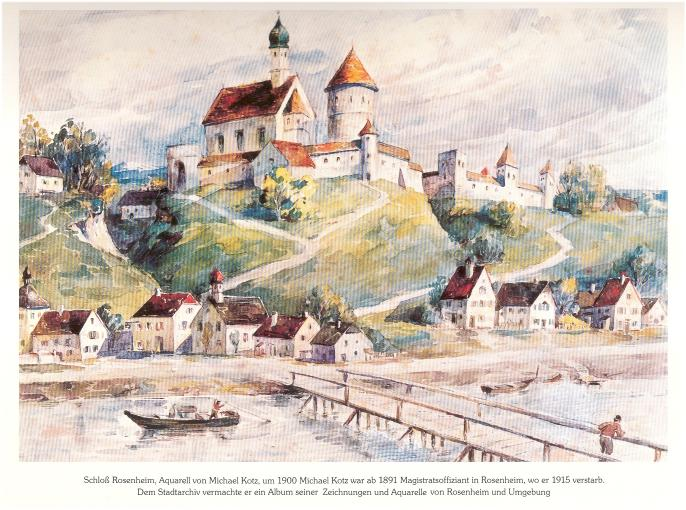
Schloss Rosenheim um 1900, Aquarell von Michael Kotz

### Ursprung des Stadtnamens
Der Ursprung des Stadtnamens ist nicht eindeutig geklärt. Im Jahre 1234 erstmals erwähnt wird die Burg Rosenheim am östlichen Innufer, auf dem heutigen Schlossberg, oberhalb einer neuen Innbrücke. Möglicherweise geht der Name Rosenheim auf das Rosenwappen der Wasserburger Hallgrafen, der Erbauer der Burg, zurück. Eine andere Theorie besagt, dass der Name ursprünglich Rossenheim war, abgeleitet von den Rössern, die im Mittelalter dazu dienten, Transportschiffe flussaufwärts zu ziehen, und für die es in Rosenheim große Stallungen gab. Noch heute verwendete Straßennamen wie Am Esbaum (der Baum, an dem die Rösser ästen) oder Am Roßacker sind ein möglicher Hinweis darauf. Ein weiterer Hinweis, der diese Theorie unterstützt, ist die Karte der Region im Palazzo Vecchio, auf der die Stadt als Rossenheim bezeichnet wird.
Eine weitere Theorie besagt, dass auch eine Wortverwandtschaft bestehen könnte zu Roas, Roze oder Ried, was früher Sumpf- und Torfgebiete bezeichnete, die um Rosenheim herum heute noch anzutreffen sind – klar ersichtlich auch durch den Namen der Rosenheimer Nachbarstadt Kolbermoor. Ein Beispiel für eine der alten Bezeichnungen ist der nahegelegene Ort Riedering. Möglicherweise ist der Name Rosenheim aber auch vom Personennamen Roso/Hrodo abgeleitet.

### Entstehung Rosenheims
Etwa zur Zeit der Ersterwähnung der Burg im Jahre 1234 entstand Rosenheim im 13. Jahrhundert am westlichen Ufer als Ansiedlung von Schiffsleuten. Da das Gelände an der Innbrücke über lange Zeit aufgrund des sumpfigen Bodens im Zuge der Mangfallmündung nicht bebaut werden konnte, entstand die Siedlung einige hundert Meter davon entfernt. Das Stadtzentrum Rosenheims liegt somit nicht direkt am Flussufer.

### Markt Rosenheim

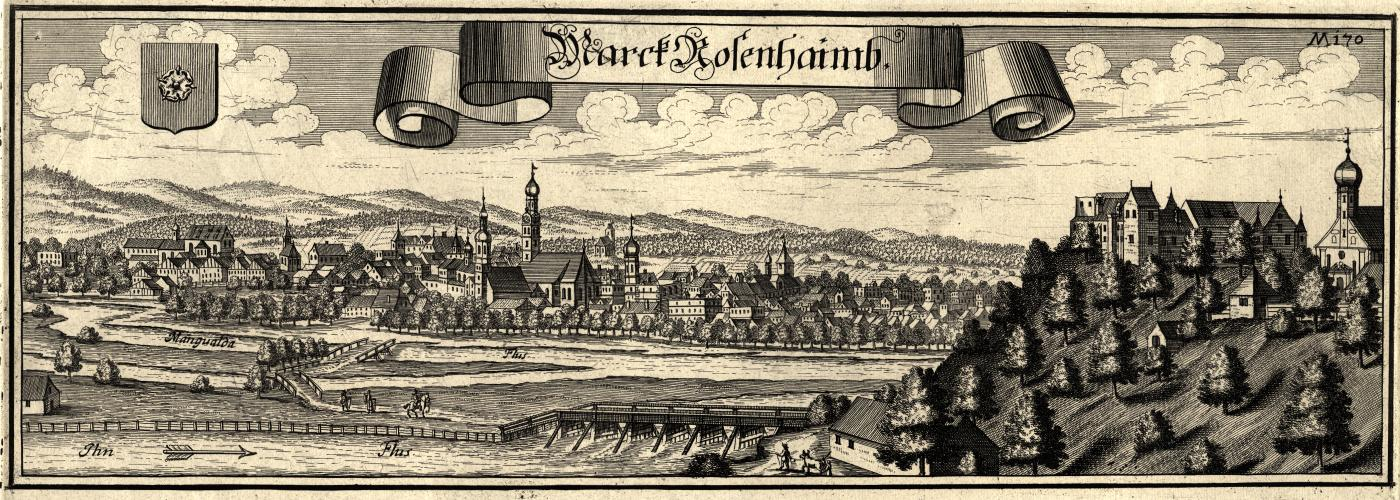
Marct Rosenhaimb auf Stich von Michael Wening aus dem Jahre 1701

Der Ort gewann rasch an Bedeutung als Umschlagplatz für alle Arten von Gütern, die auf dem Inn transportiert wurden (Vieh, Getreide, Seide, Waffen, Salz) und erhielt 1328 das Marktrecht. Die Rosenheimer Schiffsmeister brachten es in dieser Epoche durch den regen Warentransport, der sich zwischen Hall in Tirol den Inn und die Donau hinab bis nach Wien und Budapest erstreckte, zu großem Reichtum. Bis etwa 1600 hatte sich die Siedlung zu einem der größten und bedeutendsten Märkte Bayerns entwickelt.
Der wirtschaftliche Niedergang kam im Laufe des 17. Jahrhunderts im Zuge des Rückgangs der Innschifffahrt und der Folgen des Dreißigjährigen Krieges. Hinzu kamen eine Pestepidemie (1634) und ein Marktbrand (1641).
Die um 1800 aufgehobenen lokalen Selbstverwaltungsrechte wurden mit dem Gemeindeedikt von 1818 wiederhergestellt.

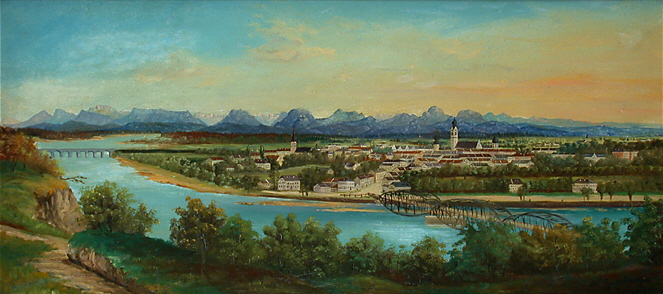
Rosenheim im 19. Jh. Richtung Süden und Alpen hin; links der Inn

Im 19. Jahrhundert konnte sich Rosenheim zu einem wirtschaftlichen Zentrum im südostbayerischen Raum entwickeln: 1810 wurde der Ort nach Reichenhall und Traunstein zum Standort der dritten bayerischen Saline. Eine frühe Art der Pipeline aus Holz brachte Sole von den Salzbergwerken im Raum Reichenhall bis zur Rosenheimer Saline. Durch das Sieden von Salz wurde die Innstadt zu einem Zentrum der bayerischen Salzproduktion, bis die Saline 1958 geschlossen wurde.
Einen weiteren Aufschwung brachte der frühe Anschluss an die Eisenbahn. 1858 wurde der Rosenheimer Bahnhof eingeweiht, der sich jedoch bald als zu klein und für die weitere Stadtentwicklung hinderlich erweisen sollte; schon 1876 zog er an seinen jetzigen Platz um. Die alte Bahnlinie wurde zur schnurgeraden Durchgangsstraße (heute Rathaus- und Prinzregentenstraße, wichtigste Rosenheimer Verkehrs-Achse, vom Nordwesten zum Südosten der Stadt), der Lokschuppen des ersten Bahnhofs dient heute als Ausstellungszentrum, der alte Bahnhof direkt gegenüber ist seit 1878 das Rathaus – und dient in der ZDF-Vorabendserie „Die Rosenheim-Cops“ als Kulisse des Polizeipräsidiums.

### Stadt Rosenheim ab 1864

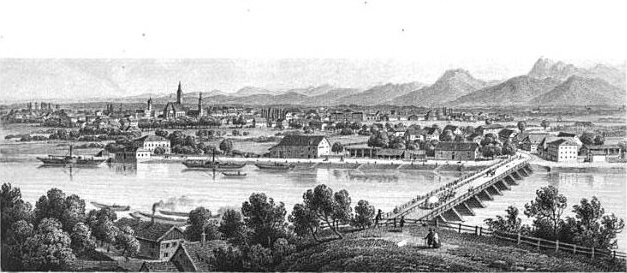
Rosenheim um 1860

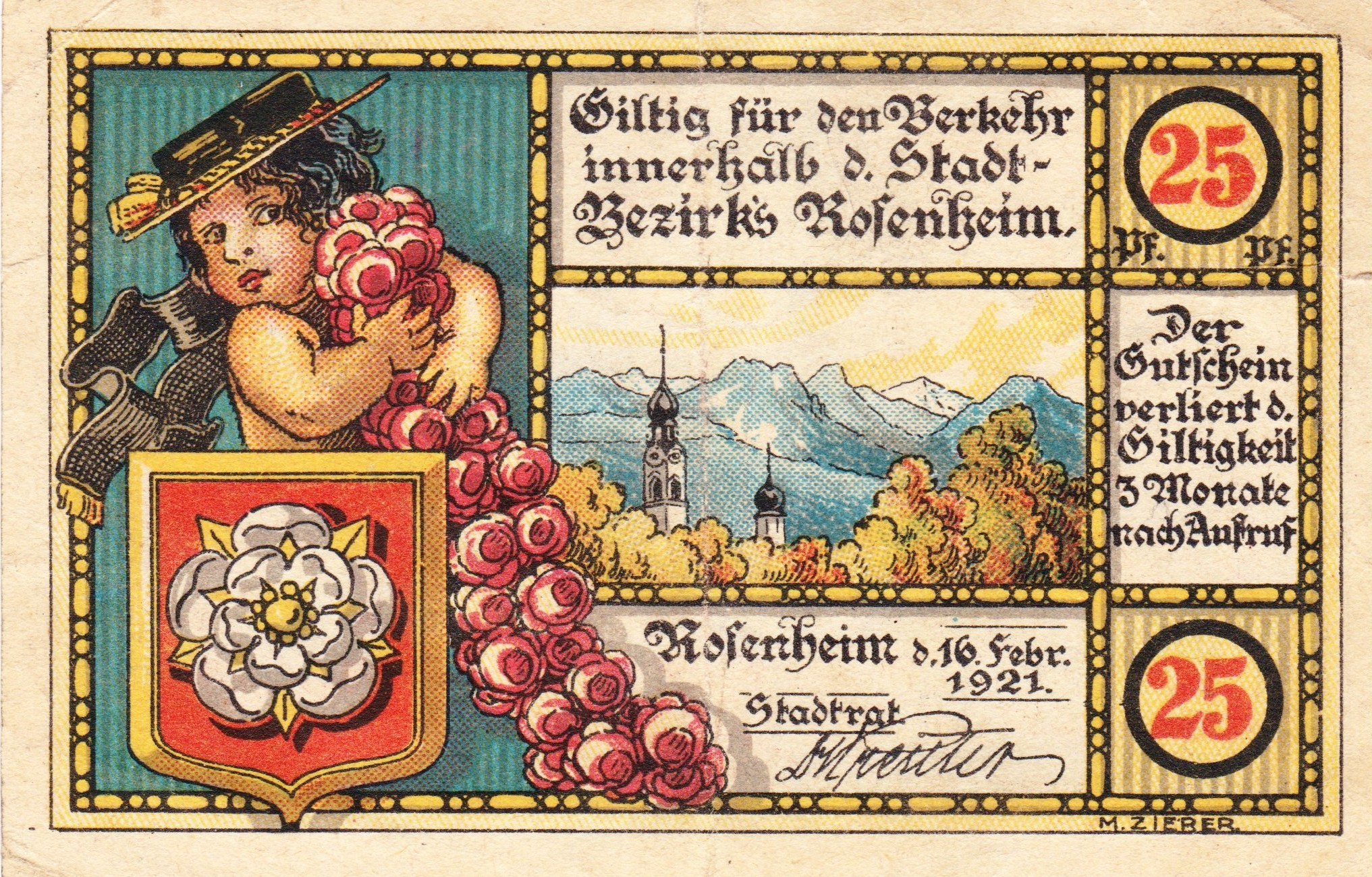
25-Pfennig-Notgeld der Stadt Rosenheim, 16. Februar 1921

Rosenheim erhielt das Stadtrecht aber erst 1864 durch König Ludwig II. Die Erlangung des Stadtrechts wurde am 2. Oktober 1864 im Rosenheimer Anzeiger (Ausgabe Nr. 40) bekannt gegeben.
Die wirtschaftliche Blüte des ausgehenden 19. und beginnenden 20. Jahrhunderts machte Historismus und Heimatstil (als regionale Ausprägung des Jugendstils) zu den prägenden Baustilen, die heute noch das Stadtbild bestimmen. So wurde im entstehenden Behördenviertel um das heutige Rathaus auch die Erlöserkirche im für Rosenheim seltenen neogotischen Klinker-Stil für die sich vergrößernde evangelisch-lutherische Kirchengemeinde erbaut.
Zu Anfang des 20. Jahrhunderts besaß Rosenheim neun Brauereien, die in den Namen einiger Gaststätten überliefert sind (Duschl-, Hof-, Mail-, Pernloher-, Stern-, Weißbräu). Bis heute überlebt haben nur Auerbräu und Flötzinger Bräu, die u. a. das Märzenbier für das Rosenheimer Herbstfest liefern, sowie das B. Bierbichler Weißbräu.
In der Stadt entstanden fünf Heilbäder, von denen heute keines mehr in Betrieb ist: das Alte Bad (1885 offiziell in Kaiserbad umbenannt), das Marienbad, das Dianabad, das Bismarckbad und das Mineralbad zur Leonhardsquelle. Der erste Deutsche Kaiser Wilhelm I. übernachtete siebenmal im Alten Bad und zweimal im Marienbad. 1985 wurde das Kaiserbad abgebrochen.

Kaiserbad um 1910
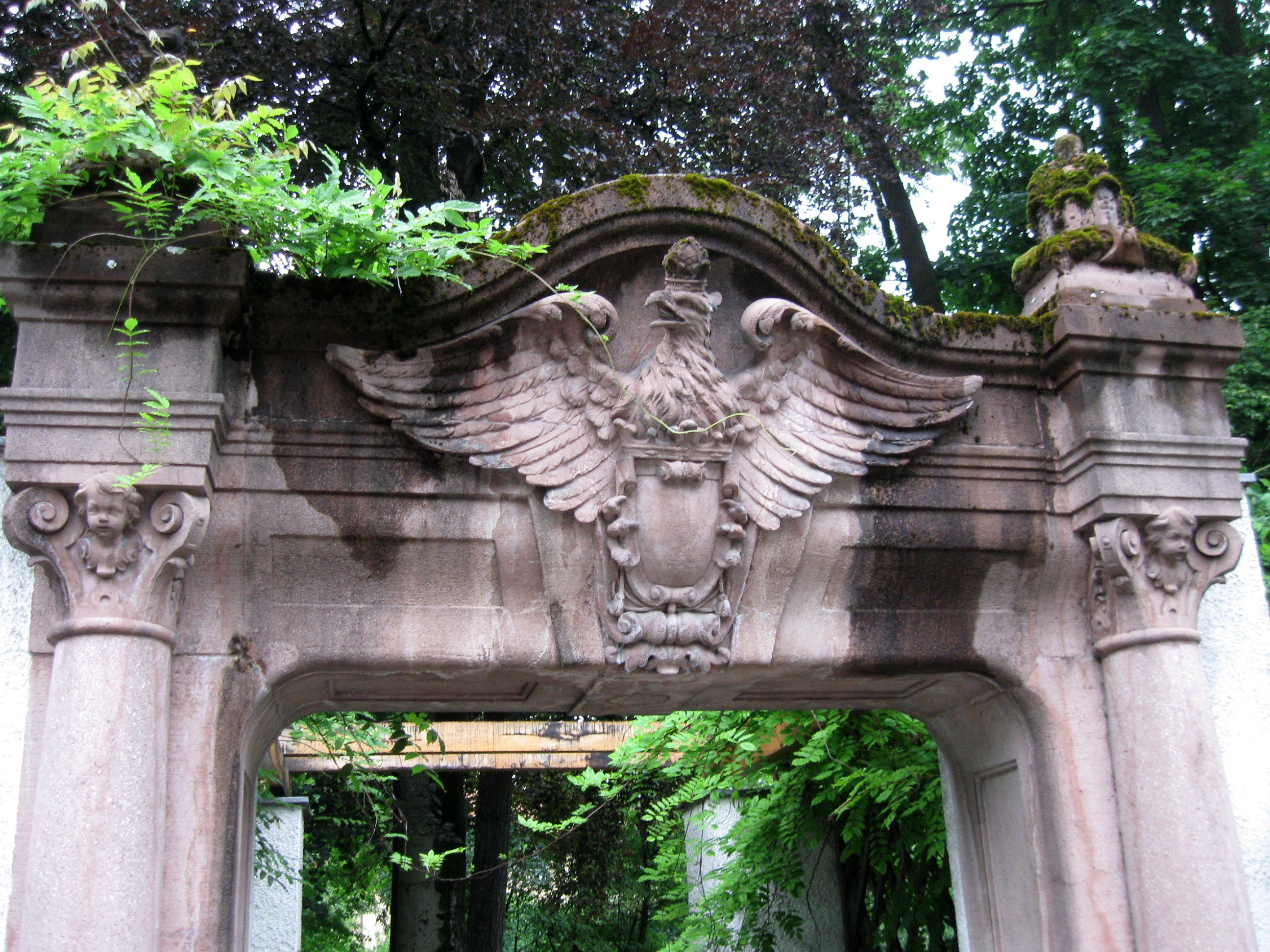
Erhaltenes Portal des Kaiserbades (2011)
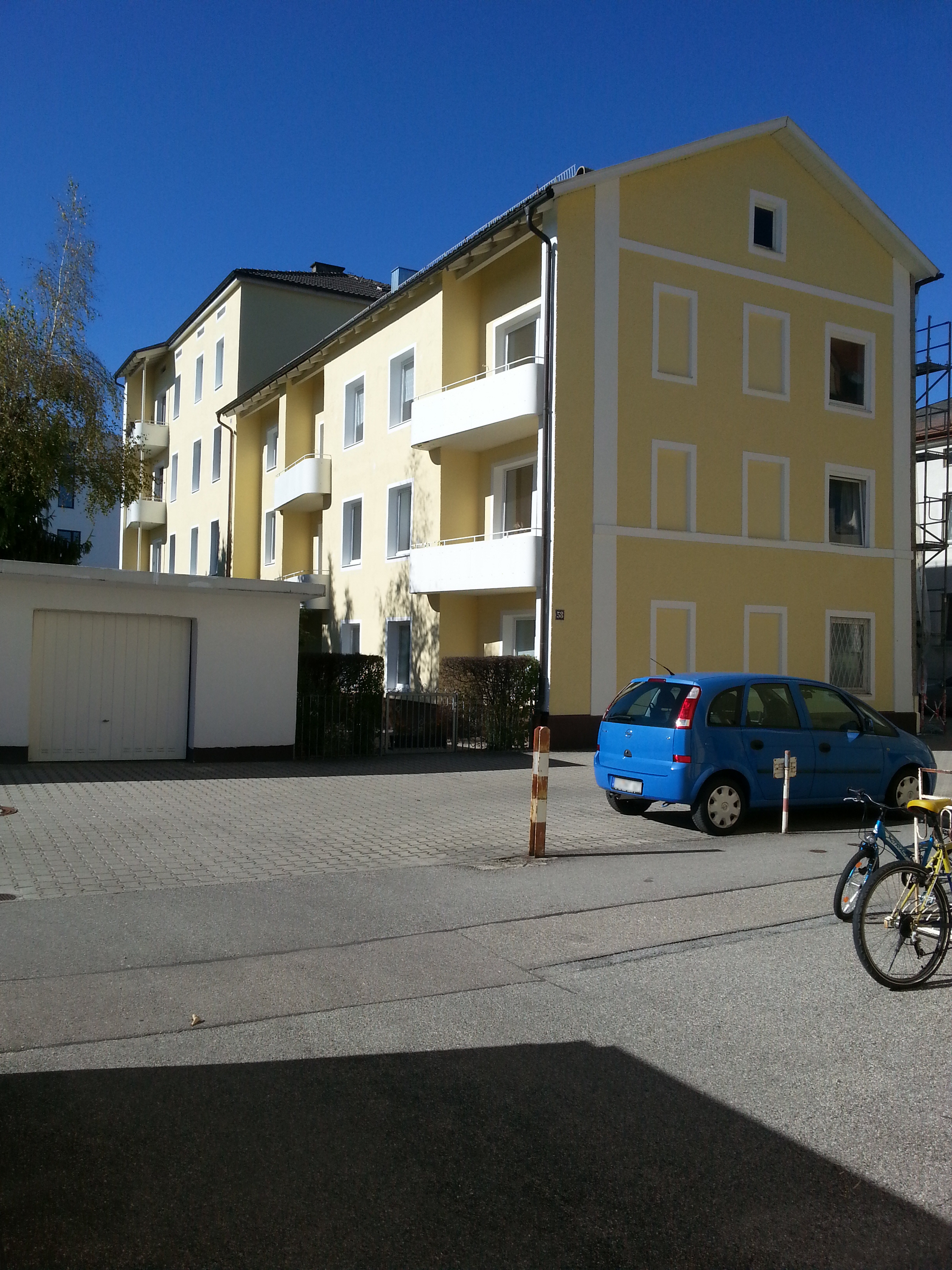
Ehemaliges Marienbad (2017)

### Rosenheim bis zum Ende des Nationalsozialismus
Rosenheim war nach dem Ersten Weltkrieg eines der Zentren von Revolution und Räteherrschaft in Bayern.

#### Antisemitismus von 1900 bis zur Zeit des Nationalsozialismus
Die Zahl der in Rosenheim wohnhaften Juden war im Vergleich zu anderen bayerischen Städten hoch. Doch obgleich die jüdische Gemeinschaft zur Zeit der Jahrhundertwende etwa 50 Personen umfasste, wurde der Antrag auf Gründung eines eigenen israelitischen Kultusvereins vom Stadtmagistrat mit Hinweis auf die Bayerische Judengesetzgebung verweigert, so dass die Rosenheimer Juden weiterhin an die Landeshauptstadt angeschlossen blieben und dort auch ihre Toten begraben mussten. Selbst die Beerdigung des im Ersten Weltkrieg gefallenen Sohnes eines in Rosenheim ansässigen jüdischen Kaufmanns auf dem Ehrenfriedhof der Stadt wurde „zur größten Enttäuschung und zum herbsten Schmerz“ des Vaters nicht erlaubt.
Spätestens mit Gründung der ersten NSDAP-Ortsgruppe außerhalb Münchens im Jahre 1920 sahen sich die Rosenheimer Juden zunehmend Anfeindungen ausgesetzt. Zentrum der Hetzkampagnen war das Rosenheimer Gymnasium. So kam es im Juni 1920 zu einem Eklat, nachdem der Schreiber eines Leserbriefs den Rosenheimer Juden in der Lokalpresse vorwarf, sie wollten die gegen die Bestimmungen des Versailler Vertrages am Rosenheimer Gymnasium stattfindenden Militärübungen der Entente verraten. Sieben Mitglieder des Gymnasiums und ein Mitglied des „Chiemgau“ überfielen daraufhin eine von Juden bewohnte Villa in der Herbststraße, konnten diese jedoch nicht stürmen. Das Collegium der Stadt Rosenheim kam am 29. Juli 1920 zu dem Entschluss, „… es sei bedauerlich, dass die Bewegung zur Bekämpfung eines volksausbeuterischen Judentums […], die in ihrem Wesen gewiss berechtigt sei, durch solche Auswüchse in Mißkredit komme.“ Proteste des Bayerischen Israelitischen Zentralvereins blieben ohne Erfolg, erst eine unmissverständliche Mitteilung des Bayerischen Innenministeriums vom September 1920 konnte wieder für Ruhe sorgen.
Anlässlich des landesweit geplanten „Judenboykotts“ am 1. April 1933 wurden Wachen vor jüdischen Geschäften mit Hinweisen „Kauft nicht bei Juden!“ aufgestellt, allerdings mit der Maßgabe, von Übergriffen und Sachbeschädigung Abstand zu nehmen. Ein großer Teil der Bevölkerung missachtete jedoch diese Boykottaufrufe. Die Geschäfte waren somit weiterhin frequentiert, sehr zum Ärger der NS-Aktivisten, die mit Rückendeckung des damaligen Bürgermeisters Gmelch agierten. Sechs der elf jüdischen Geschäftsinhaber in der Innenstadt gaben bis zum Jahr 1937 ihr Geschäft auf. Im Rahmen der reichsweiten Novemberpogrome drang die SA am 10. November 1938 zwischen 3 und 4 Uhr morgens mit 8 bis 10 Mann in die letzten beiden jüdischen Läden ein und zerstörte Inventar und Waren.
Das Schicksal zahlreicher Rosenheimer Juden ist dokumentiert. Wer konnte, emigrierte – meist in die USA. Jedoch scheiterten viele Aus- und Einreiseanträge, und viele wurden in Konzentrationslagern ermordet.

#### Bombardement während des Zweiten Weltkriegs
Von den ab dem Frühjahr 1942 beginnenden Bombenangriffen auf deutsche Städte blieb auch Rosenheim nicht verschont. Für die damalige Stadtbevölkerung von etwa 22.000 Personen waren noch im November 1943 lediglich Luftschutzräume für 650 Personen vorhanden. Im Februar 1944 standen dann schon Luftschutzräume für rund 6400 Menschen zur Verfügung. In Verbindung mit anderen Schutzräumen konnten insgesamt 10.525 Personen geschützt werden.
Durch 14 Bombenangriffe wurden 201 Personen getötet und 179 verletzt. Im Fokus der Luftangriffe standen der Bahnhof und die Gleisanlagen, da Rosenheim ein wichtiger Eisenbahnknoten nach München, Salzburg und Innsbruck war. Es wurden auch die angrenzenden Gemeinden Ziegelberg, Stephanskirchen, Westerndorf St. Peter und Pfaffenhofen am Inn getroffen. Der erste Luftangriff erfolgte am 20. Oktober 1944 in der Mittagszeit von 12:47 bis 13:17 Uhr mit über hundert Flugzeugen, die rund 1000 Sprengbomben abwarfen. Es wurden 27 Tote und 59 Verwundete gezählt. Der schwerste Luftangriff erfolgte am 18. April 1945. Von 14:40 bis 14:55 Uhr fielen aus rund 200 Flugzeugen etwa 1300 Bomben auf das Gebiet um den Bahnhof. Es gab 53 Tote und 36 Verletzte. Darüber hinaus machte dieser Angriff auch 800 Personen obdachlos. Das Bahnhofsgebäude wurde fast vollständig zerstört, Gleisanlagen wurden auf einer Länge von 20 Kilometern zerstört. Die letzten Luftangriffe erfolgten am 19. und 21. April 1945. Noch während des Krieges wurde ein Großteil der mindestens 173 Blindgänger geborgen. Im Jahr 1964 meldete das Oberbayerische Volksblatt, dass der ungefähre Ort von 38 unentdeckten Blindgängern bekannt sei.

#### Displaced Persons in Rosenheim
Nach dem Ende des Zweiten Weltkriegs lebten in Bayern Zehntausende Displaced Persons (DPs), Überlebende des Holocausts. Die vielen Juden unter ihnen warteten zumeist auf eine Möglichkeit, um nach Palästina auszuwandern. „Allein im Distrikt München (Oberbayern und Schwaben) registrierten die Behörden im Sommer 1946 rund 33.600 jüdische DPs […] in 27 sogenannten Jewish Centers.“ Eines dieser Zentren befand sich in Rosenheim, das aus einem DP-Lager und einem jüdischen DP-Kinderlager bestand.
Das Rosenheimer Kinderlager war ursprünglich unter dem Namen Transient Children’s Center Rosenheim als Auffangs- und Durchgangslager für jüdische Kinder und Jugendliche geplant, deren Eltern von den Nazis verschleppt oder ermordet worden waren. Sie sollten vor der geplanten Ausreise nach Palästina ein oder zwei Wochen bleiben. Da eine Einreise nach Palästina aber zu der Zeit nicht oder nur sehr schwer möglich war, entwickelte sich aus dem Transient Children’s Center Rosenheim heraus ab September 1946 ein Waisenhaus für jüdische Kinder.

„Anfang September 1946 erreichten die ersten Kinder, die in Gruppen zu jeweils 70 bis 80 Jungen und Mädchen organisiert waren, das neue Lager. Die Kinder unterstanden zionistischen Jugendleitern. Die Gemeinschaft, die bis zur endgültigen Ansiedlung in Palästina zusammenbleiben sollte, übernahm die Rolle des zerstörten Elternhauses, gab den Kindern Halt und Geborgenheit und begeisterte sie für das Kibbuz-Leben.“

Trotz fehlender ausgebildeter Lehrkräfte und ohne genauen Unterrichtsplan und Lehrmaterialien konnte bereits drei Wochen nach der Eröffnung des Kinderheims der Schulunterricht aufgenommen werden.

„Die Holocaust-Überlebenden nutzten die Wartezeit und bereiteten sich intensiv auf ihr späteres Leben in Palästina vor. Das Heim verfügte über eine eigene Volksschule, in der neben Hebräisch, jüdischer Geschichte, Mathematik auch Englisch auf dem Stundenplan stand. Für die Jugendlichen ab dem 14. Lebensjahr wurden berufskundliche Kurse angeboten, wie etwa, Lehrgänge zum Automechaniker, Schreiner, Werkzeugmacher oder Schneider.“

Im April 1947 wurde das Rosenheimer Kinderheim aufgelöst; seine letzten jungen Bewohner übersiedelten in andere Children’s Centers innerhalb der US-amerikanischen Besatzungszone. Kurz davor spielten Kinder aus dem Rosenheimer Zentrum in Fred Zinnemanns Film Die Gezeichneten (Originaltitel: The Search) mit.
In der Rosenheimer Pionierkaserne lebten zeitweise bis zu 2.250 Bewohner. 1.600 von ihnen waren alleinstehende Kinder, 150 Kinder mit ihren Eltern; hinzu kamen weitere 500 Erwachsene. Vor allem letztere bildeten die Bewohner des Camp Kadima, das noch bis Mai 1949 bestehen blieb. Seinen höchsten Belegungsstand erreichte es im Januar 1948 mit 971 Personen.
| 15   | Vorläufer von Rosenheim: Römische Militärstation Pons Aeni (Brücke, Gräberfeld, Töpfereien) |
| 1234 | Erste Nachricht vom „Schloss Rosenheim“                                                     |
| 1276 | Erste Nachricht von der Brücke über den Inn und den Salztransport                           |
| 1328 | Rosenheim wird „Gefreiter Markt“                                                            |
| 1602 | Erste Marktordnung                                                                          |
| 1641 | Der große Brand von 1641                                                                    |
| 1700 | Gründung eines Bades                                                                        |
| 1810 | In der Königlichen Saline wird Salz gesotten                                                |
| 1811 | Erste Bogenbrücke über den Inn                                                              |
| 1864 | Markt Rosenheim wird Stadt                                                                  |
| 1870 | Rosenheim wird unmittelbare Stadt                                                           |
| 1925 | Gründung Holztechnikum Rosenheim                                                            |
| 1971 | Gründung der Fachhochschule                                                                 |
| 1982 | Eröffnung der Stadthalle (jetzt Kultur + Kongress Zentrum KU’KO)                            |
| 1984 | Errichtung der Fußgängerzone                                                                |
| 1988 | Eröffnung des Ausstellungszentrums Lokschuppen                                              |
| 2006 | Renovierung von St. Nikolaus                                                                |
| 2007 | Umbau des Ludwigplatzes                                                                     |
| 2010 | Landesgartenschau in Rosenheim                                                              |

### Eingemeindungen
1837 wird die Landgemeinde Roßacker eingemeindet, 1913 erfolgt die Eingemeindung der Ortschaft Fürstätt als fünfter Stadtbezirk. Happing ist seit dem 1. Juli 1967 ein Teil der Stadt.
Am 1. Mai 1978 wurde das Stadtgebiet im Zuge der Gemeindereform um die bisher selbständige Gemeinde Aising und um wesentliche Teile der aufgelösten Gemeinden Pang und Westerndorf St. Peter, das am 26. September 1951 umbenannt wurde (vorher: Westerndorf), erweitert. Am 1. Juli 1980 kam noch ein kleines Gebiet der Gemeinde Kolbermoor hinzu.

### Einwohnerstatistik
| Jahr | Einwohner | Anmerkungen                                                                             |
| ---- | --------- | --------------------------------------------------------------------------------------- |
| 1808 | 1.600     | [ 28 ]                                                                                  |
| 1815 | 2.240     | [ 29 ]                                                                                  |
| 1824 | 1.937     | 454 Familien, 234 Häuser, gezählt im Verwaltungsjahr 1823/24 des Isarkreises            |
| 1840 | 3.100     | [ 32 ]                                                                                  |
| 1855 | 3.100     | [ 33 ]                                                                                  |
| 1861 | 4.140     | [ 34 ]                                                                                  |
| 1871 | 5.779     | in 646 Wohngebäuden, 5.584 Katholiken, 193 Protestanten, ein Reformierter, ein Israelit |
| 1875 | 7.501     | [ 36 ]                                                                                  |
| 1880 | 8.397     | [ 36 ]                                                                                  |
| 1900 | 14.246    | davon 772 Evangelische, 13.421 Katholiken                                               |
| 1905 | 15.403    | meist katholische Einwohner, darunter 800 Evangelische und 45 Juden                     |
| 1910 | 15.969    | davon 690 Evangelische, 15.202 Katholiken, 56 Juden und 22 Sonstige                     |
| 1925 | 17.998    | davon 947 Evangelische, 16.937 Katholiken, 30 sonstige Christen und 39 Juden            |
| 1933 | 19.060    | davon 1.146 Evangelische, 17.790 Katholiken, vier sonstige Christen und 38 Juden        |
| 1939 | 20.692    | davon 1.430 Evangelische, 18.742 Katholiken, 45 sonstige Christen und sieben Juden      |
| 1946 | 27.979    | im Juni, Bevölkerungszuwachs infolge von Vertreibung nach Ende des Zweiten Weltkriegs   |
| 1949 | 30.510    |                                                                                         |
| 1950 | 29.937    | [ 36 ]                                                                                  |
| 1960 | 31.100    | davon 7.200 Vertriebene                                                                 |
| 1970 | 46.018    |                                                                                         |
| 1988 | 54.304    |                                                                                         |
| 2010 | 61.299    | am 31. Dezember                                                                         |
| 2011 | 59.329    | am 9. Mai (Zensusstichtag)                                                              |
| 2018 | 63.324    | seit 1988 ein Zuwachs um 16,6 %                                                         |

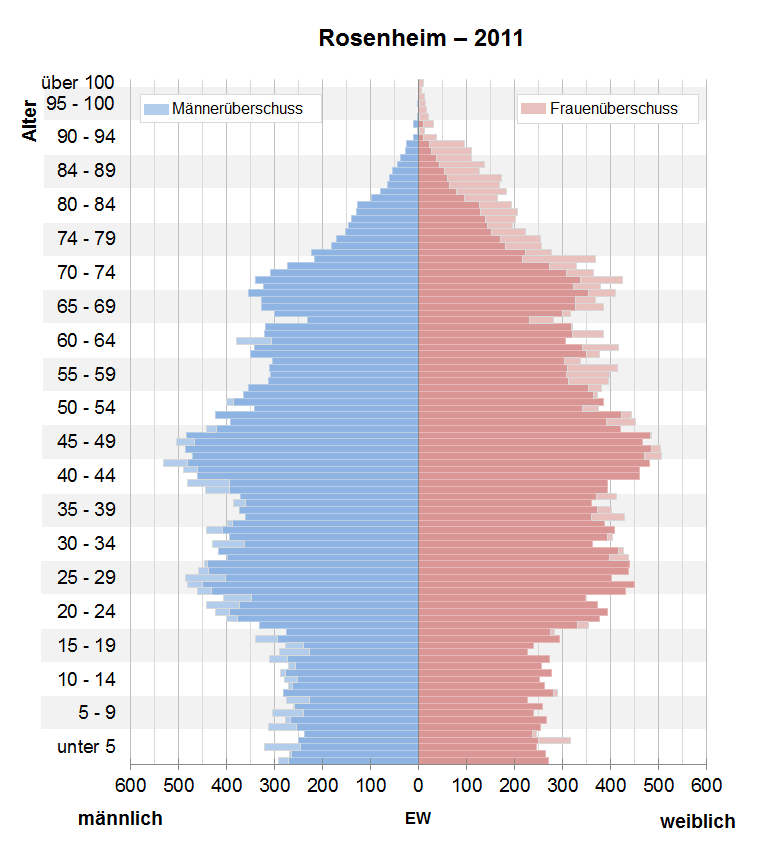
Bevölkerungspyramide für Rosenheim (Datenquelle: Zensus 2011)

Entwicklung der Einwohnerzahl von Rosenheim von 1815 bis 2018

Nach Ende des Zweiten Weltkriegs erlebte Rosenheim einen beträchtlichen Bevölkerungsschub infolge der Vertreibung der Deutschen aus den Ostgebieten des Deutschen Reichs. Die Vertriebenen, die in Rosenheim aufgenommen werden mussten, stammten größtenteils aus dem Sudetenland und aus Schlesien.
Das Einwohneramt der Stadt Rosenheim gibt die Bevölkerung zum Jahresende 2015 mit 62.324 an, davon 12.279 Ausländer. Zwischen 1988 und 2018 wuchs die kreisfreie Stadt von 54.304 auf 63.324 um 9.020 Einwohner bzw. um 16,6 %.
Bemerkenswert ist die mit rund 162.000 mehr als zweieinhalb Mal so hohe Einwohnerzahl der urbanen Agglomeration, deren Zentrum Rosenheim ist. So grenzen die drei Städte Rosenheim, Kolbermoor und Bad Aibling in einer Linie direkt aneinander.

### Konfessionsstatistik
Rosenheim ist nach München und Ingolstadt die drittgrößte Stadt in Oberbayern und hat den gleichen Trend der Verringerung nach Prozentpunkten der Kirchenanteile. Gemäß dem Zensus 2011 waren 49,4 % der Einwohner römisch-katholisch, 13,9 % evangelisch-lutherisch, und 36,7 % waren konfessionslos, gehörten einer anderen Glaubensgemeinschaft an oder machten keine Angabe. Gemäß dem Zensus 2022 waren 38,0 % der Einwohner katholisch, 10,3 % evangelisch und 51,7 % waren konfessionslos, gehörten einer anderen Glaubensgemeinschaft an oder machten keine Angabe. Die Zahl der Protestanten und Katholiken ist demnach in diesem Zeitraum gesunken, während der Anteil der Konfessionslosen zunahm.
Im Jahr 2024 wurden 702 Kirchenaustritte (1 % der Gesamtbevölkerung) gezählt.

## Politik

### Stadtrat
Der Stadtrat mit insgesamt 44 Sitzen setzt sich wie folgt zusammen:
- Bündnis für Rosenheim: 1
- SPD: 5
- Grüne: 11
- ÖDP: 1
- FDP: 1
- FW/UP: 5
- CSU: 16
- REP: 1
- AfD: 3

| Partei                 | Stimmen | Prozent | Sitze |
| ---------------------- | ------- | ------- | ----- |
| CSU                    | 308.084 | 36,4    | 16    |
| GRÜNE                  | 212.281 | 25,0    | 11    |
| SPD                    | 105.392 | 12,4    | 5     |
| FW/UP                  | 89.861  | 10,6    | 5     |
| AfD                    | 52.425  | 6,2     | 3     |
| Bündnis für Rosenheim* | 27.446  | 3,2     | 1     |
| FDP                    | 22.786  | 2,7     | 1     |
| ödp                    | 18.955  | 2,2     | 1     |
| REP                    | 10.292  | 1,2     | 1     |

| Partei | Stimmen | Prozent | Sitze |
| ------ | ------- | ------- | ----- |
| CSU    | 328.991 | 47,32   | 21    |
| SPD    | 131.436 | 18,90   | 8     |
| GRÜNE  | 111.072 | 15,98   | 7     |
| FW/UP  | 53.666  | 7,72    | 4     |
| REP    | 33.659  | 4,84    | 2     |
| FDP    | 15.847  | 2,28    | 1     |
| ödp    | 20.576  | 2,96    | 1     |

### Bürgermeister
Oberbürgermeister von Rosenheim ist seit Mai 2020 Andreas März (CSU). Er wurde in einer Stichwahl am 29. März 2020 mit 61,5 % der abgegebenen Stimmen gegen Franz Opperer (Grüne) zum Nachfolger von Gabriele Bauer gewählt, die nach 18-jähriger Amtszeit aus Altersgründen bei den Kommunalwahlen 2020 nicht mehr zur Wiederwahl antrat.
| Oberbürgermeister:  | Andreas März (CSU)    |
| 2. Bürgermeister:   | Daniel Artmann (CSU)  |
| 3. Bürgermeisterin: | Gabriele Leicht (SPD) |

### Hoheitszeichen
| Wappen der kreisfreien Stadt Rosenheim | Blasonierung: „In Rot eine gestürzte, silberne heraldische Rose mit aufgelegter kleinerer, grünbespitzter, silberner Rose (gefüllte Rose), goldenem Butzen und grünen Kelchblättern.“ |
| Wappen der kreisfreien Stadt Rosenheim | Wappenbegründung: Die weiße Rose auf rotem Untergrund kann auf das ehemalige Wappen von Wasserburg am Inn zurückgeführt werden, da Wasserburg Rosenheim bis 1247 regierte. Das älteste bekannte Siegel der Stadt Rosenheim stammt aus dem Jahr 1374 und zeigt bereits die Rose, die bis heute nicht verändert wurde. Einzige Ausnahme ist ein Bild von Apian, welches um das Jahr 1568 entstanden ist und eine Bordüre um die Rose zeigt. |

Logo der Stadt Rosenheim

Auf älteren Wappen ist die äußere Rose regulär, die aufgelegte füllende Rose gestürzt.
Zudem verwendet die Stadt Rosenheim ein Logo. Darauf ist wiederum die Rose, die auch auf dem Wappen vorhanden ist, zu finden.

### Städtepartnerschaften
Rosenheim unterhält folgende Städtepartnerschaften:
- Briançon (Frankreich), seit 1974[53]
- Lazise (Italien), seit 1979[54]
- Ichikawa (Japan), seit 2008[55]

Rosenheim ist befreundet mit:
- Kufstein (Österreich)

## Kultur und Sehenswürdigkeiten

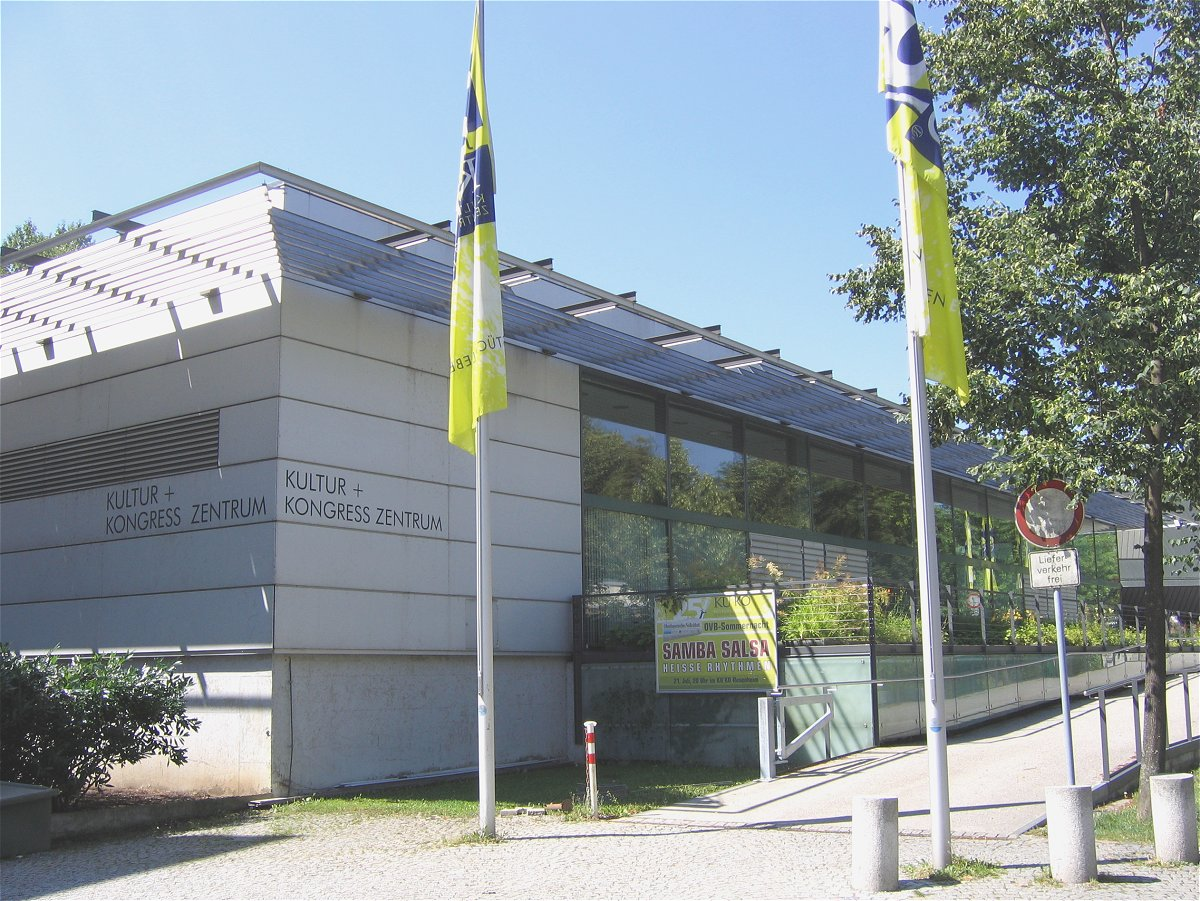
Kultur- und Kongress-Zentrum

### Theater
Das Kultur- und Kongresszentrum Rosenheim (KU'KO) entstand auf dem Areal, auf dem 1967 die Salinengebäude abgetragen wurden. Die am 2. Oktober 1982 eingeweihte Stadthalle, das heutige Kultur- und Kongresszentrum Rosenheim, hat sich über die Jahre hinweg zu einem überregionalen Veranstaltungszentrum entwickelt. In dem heute 3000 Quadratmeter großen Mehrzweckgebäude finden jährlich rund 400 Veranstaltungen statt. Es gibt zwei Privattheater mit eigenem Haus: das „Theater am Markt Ost“ und die „Theaterinsel“, außerdem das „Theater Rosenheim“, „INNszenierung“ und weitere Amateurtheater.

### Kino
Das Kinopolis Rosenheim an der Kufsteiner Straße 34 hat acht Säle.

### Museen
Seit 1895 beherbergt das Mittertor das Städtische Museum mit seiner umfangreichen Sammlung (rund 5000 Exponate) zur Kulturgeschichte der Stadt und des Landkreises Rosenheim von der Vor- und Frühgeschichte und Römerzeit bis in ins 20. Jahrhundert. Es ist eine der bedeutendsten regionalgeschichtlichen Sammlungen Südostoberbayerns.
Das Inn-Museum im historischen Flussmeister-Bruckbaustadel an der Innbrücke beherbergt die wasserbau- und schifffahrtstechnische Sammlung des Wasserwirtschaftsamtes Rosenheim. Mit vielen Originalobjekten zeigt das Museum die Innschifffahrt, die Quelle von Rosenheims Wohlstand im Mittelalter, in den vergangenen Jahrhunderten. Darüber hinaus vermittelt das Museum Wissenswertes über Flusslandschaft und Flussbau, Geologie, Besiedlungsgeschichte, Schiffbautechnik, Brückenbau und die Entwicklung von Wasserwegen.
Das Holztechnische Museum wurde im Jahr 1990 im denkmalgeschützten Ellmaierhaus eingerichtet. Es ist im ersten Stockwerk untergebracht, zu dem man über die sogenannte Himmelsleiter gelangt. Auf mehr als 400 Quadratmetern Ausstellungsfläche zeigt dieses einmalige Museum, das in engem Zusammenhang mit der Holzstadt Rosenheim und ihren Ausbildungsstätten für Holzberufe steht, Holz als Werkstoff, seine Bedeutung und Verarbeitung einst und heute. Gezeigt werden nicht nur die Endprodukte, sondern auch ihre Herstellung und die dazu erforderlichen Werkzeuge. Regelmäßige Sonderausstellungen runden das Angebot des Holztechnischen Museums ab.
Die Städtische Galerie wurde von 1935 bis 1937 von German Bestelmeyer erbaut. Jährlich finden hier sechs Kunstausstellungen statt. Neben zeitgenössischer Kunst werden auch Ausstellungen mit Werken aus dem 19. und 20. Jahrhundert gezeigt. Ein thematischer Schwerpunkt ist dabei die Kunst aus der Region und die Münchner Schule.
Der Lokschuppen ist ein international renommiertes Ausstellungszentrum mit jährlich wechselnden Ausstellungen.
Das Solepumpenhaus ist eines der wenigen Baudenkmäler in der Stadt, die an die Rosenheimer Salinenzeit von 1810 bis 1958 erinnern. Im Rahmen der Landesausstellung Salz Macht Geschichte ließ die Stadt das unter Denkmalschutz stehende Gebäude renovieren und richtete einen Ausstellungsraum zur Rosenheimer Salinengeschichte ein. Zutritt ist nur im Rahmen von Stadtführungen bzw. nach Vereinbarung mit dem Städtischen Museum möglich.
Das Klepper-Faltbootmuseum beherbergt verschiedene Exponate, die einerseits die Geschichte der Klepper-Boote, -Mäntel und -Zelte zeigen. Andererseits widmet es sich auch dem Werdegang der Firma Klepper Faltbootwerft, die einst der größte Arbeitgeber der Stadt war.

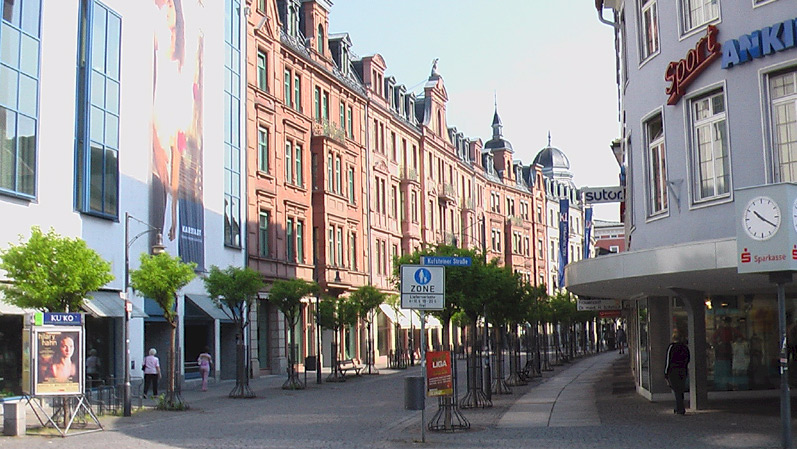
Fußgängerzone Münchener Str. mit Gillitzerblock

### Musikschule Rosenheim
Die Musikschule Rosenheim e. V. wurde 1960 gegründet.
Mit etwa 1600 Schülern und 70 Lehrkräften ist sie die größte Musikschule in Stadt und Landkreis Rosenheim. Sie ist Mitglied im Verband Bayerischer Musikschulen (VBSM) und im Verband deutscher Musikschulen (VdM). Durch die vielfältige Vernetzung mit kulturellen Einrichtungen, mit Vereinen, Kirchen und Schulen ist sie zu einem festen Bestandteil des Rosenheimer Kulturlebens geworden. Das Unterrichtsangebot reicht von der musikalischen Früherziehung bis hin zur Einzelförderung besonders begabter Nachwuchskünstler, die sich auf ein Musikstudium vorbereiten. Die Stadt Rosenheim unterstützt die Musikschule, gemeinsam mit den Zweigstellengemeinden, um damit die kulturelle und künstlerische Bildung von Kindern und Jugendlichen bis hin zu interessierten Erwachsenen und Senioren zu ermöglichen. Neben der individuellen Ausbildung am Instrument bildet auch das gemeinsame Musizieren in Ensembles, Orchestern und Chören einen Schwerpunkt in der Musikschularbeit.

### Bauwerke

#### Plätze und Bauten der Innenstadt

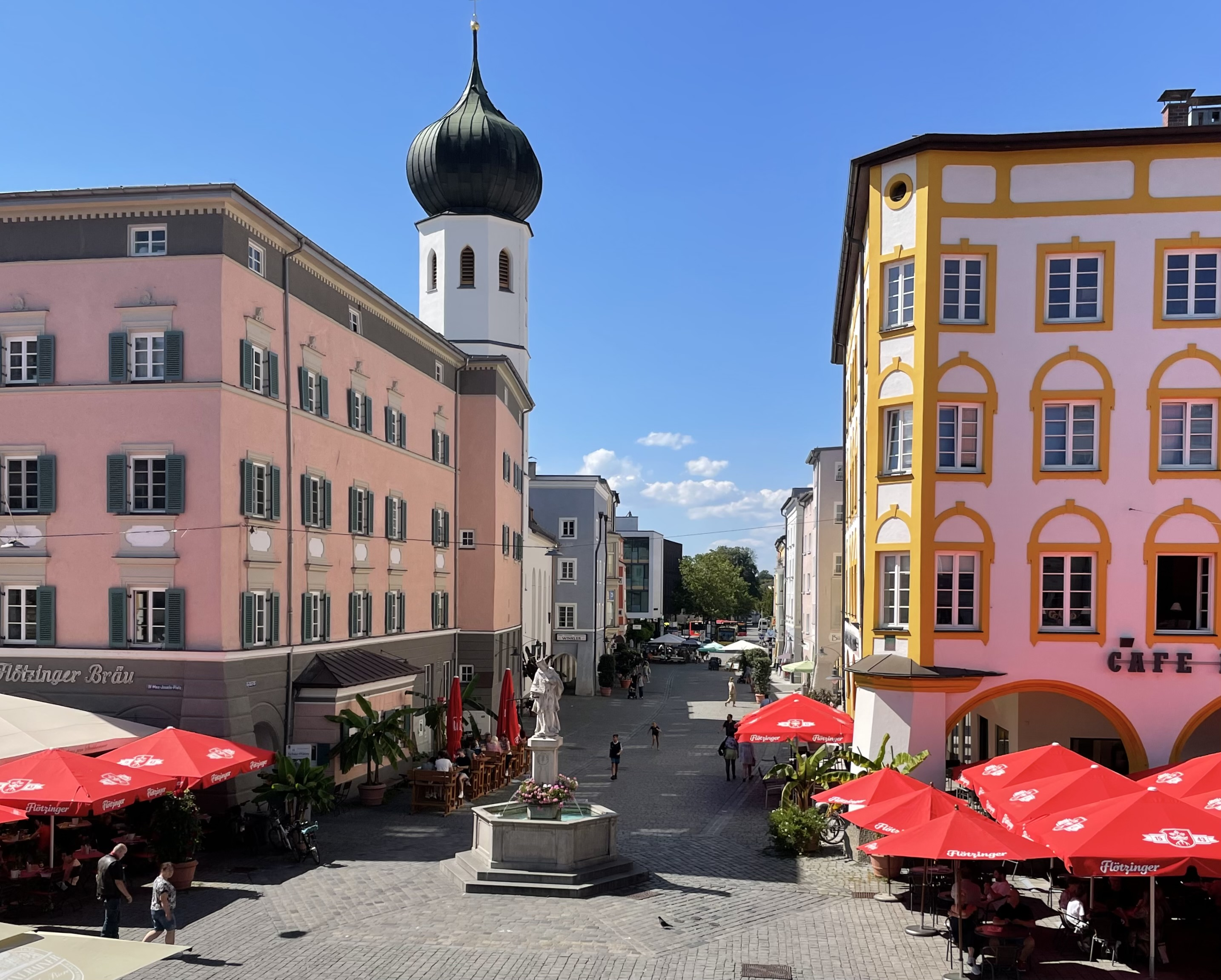
Der Nepomukbrunnen an der Einmündung der Heilig-Geist-Straße in den Max-Josefs-Platz

Der Max-Josefs-Platz – früher der Innere Markt und Schranne – wurde 1984 zur Fußgängerzone. Der historische Marktplatz ist umgeben von Bürgerhäusern im typischen Inn-Salzach-Stil (hochgezogene, horizontal abgeschlossene Fassaden; Arkadengänge; Erker). Die Häuser entstanden nach dem großen Brand von 1641. Im Kern stammen sie teilweise aus dem 14. Jahrhundert. Vormals schmale Holzhäuser wurden zu stattlichen Patrizierhäusern zusammengefasst. Das Wirtshausschild am Haus Stockhammer zeigt einen Schiffszug. Das Weinhaus Fortner „Zum Santa“ wurde 1642 gotisch umgestaltet und 1745 mit einer Frührokoko-Stuckatur versehen. In der Weinstube ist ein gotisches Gewölbe enthalten. Das Haus Nr. 22 war von 1641 bis 1878 das Rathaus von Rosenheim. Vor dem Bergmeister-Haus, mit einer sehenswerten Rokoko-Eingangstür, befindet sich ein Brunnen mit der Spätrokoko-Statue des Hl. Nepomuk, Schutzpatron der Schiffsleute.

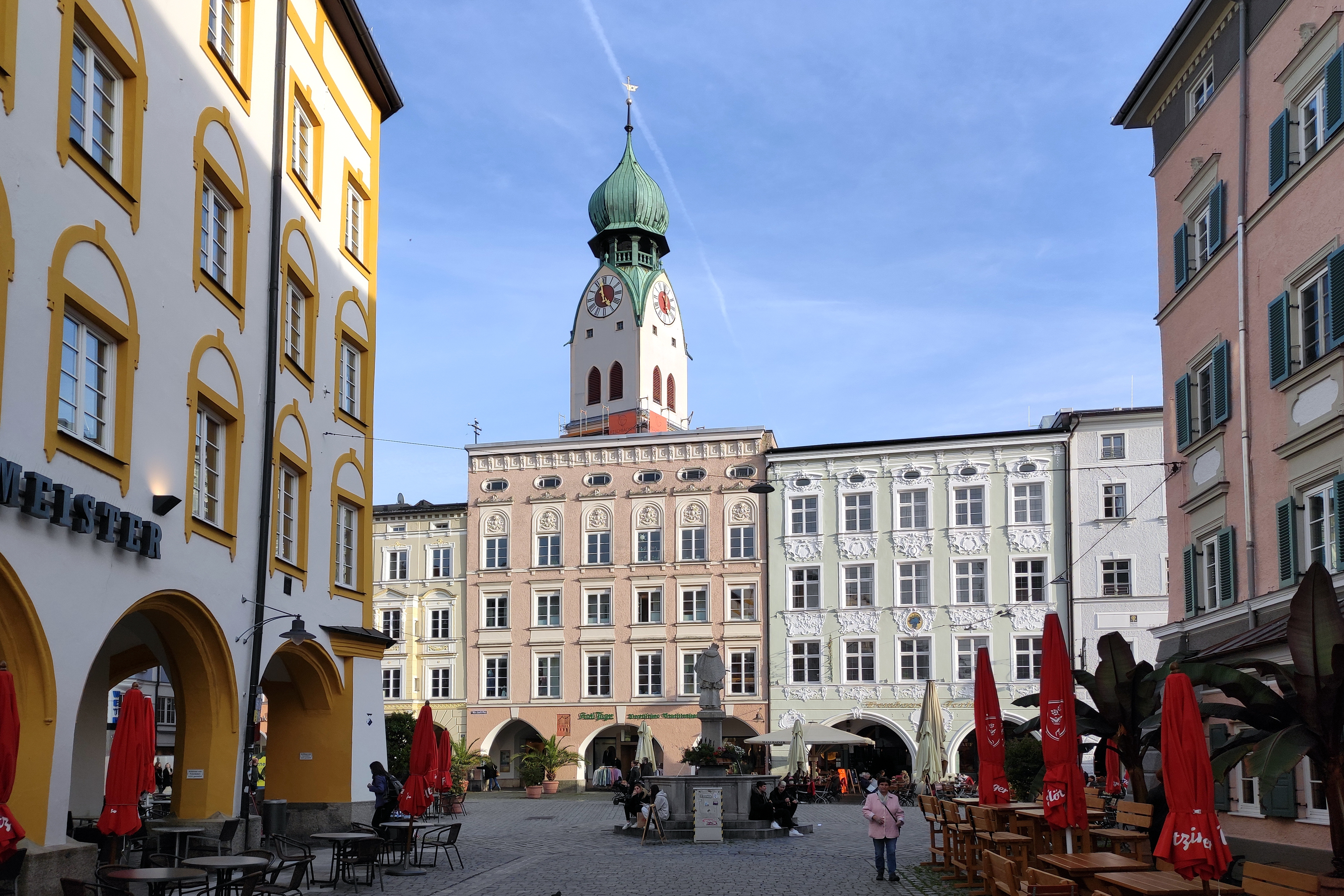
Max-Josefs-Platz mit Stadtpfarrkirche St. Nikolaus

Der Ludwigsplatz wird vom Max-Josefs-Platz durch das Mittertor getrennt. Er war Teil des sogenannten äußeren Marktes, der infolge der Erweiterung Rosenheims nach 1500 entstand. Gesäumt wird der Platz von Bürgerhäusern im Inn-Salzach-Stil. Der Fischbrunnen, ein Werk von Georg Albertshofer aus dem Jahr 1928, erinnert daran, dass hier früher lebende Fische verkauft wurde. Am Schuhhaus Reindl legt eine Kugel aus napoleonischer Zeit Zeugnis von einem kriegerischen Ereignis im Jahr 1810 ab. Auf einem Teilbereich des Platzes findet regelmäßig der Grüne Markt mit einem reichen Angebot an frischem Obst, Gemüse und Blumen. Der Ludwigsplatz wurde im Zuge der Landesgartenschau 2010 erneuert.

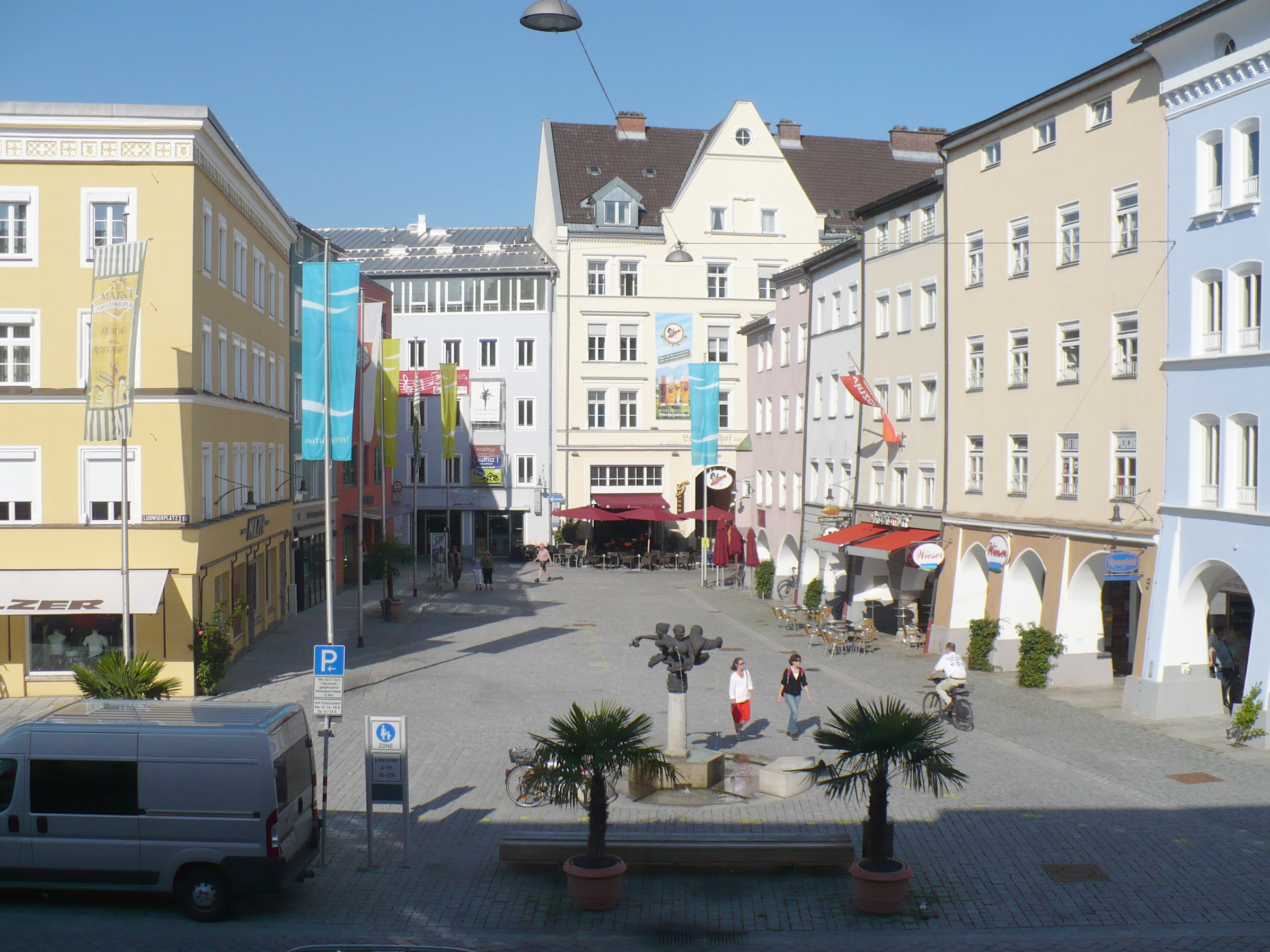
Ludwigsplatz 2010

Das Mittertor ist das einzige erhalten gebliebene von früher fünf Markttoren und war vor 1350 das Osttor des Marktes, der damals mit einem doppelten Graben geschützt wurde. Seit dem 15. Jahrhundert trennte es den Inneren Markt vom Äußeren Markt und diente als Zollstelle. Außerdem enthielt es bis zum 19. Jahrhundert mehrere städtische Einrichtungen wie das Stadtschreiberzimmer. Nach dem großen Rosenheimer Stadtbrand 1641 wurde der Zwiebelturm angebracht, später der Langbau verlängert. Im Kern ist das Mittertor das älteste Gebäude der Stadt. An der Fassade zur Seite des Ludwigsplatz befindet sich das Wappen von Rosenheim, die weiße Rose auf rotem Grund. Daneben ist das bayerische Wappen zu sehen.

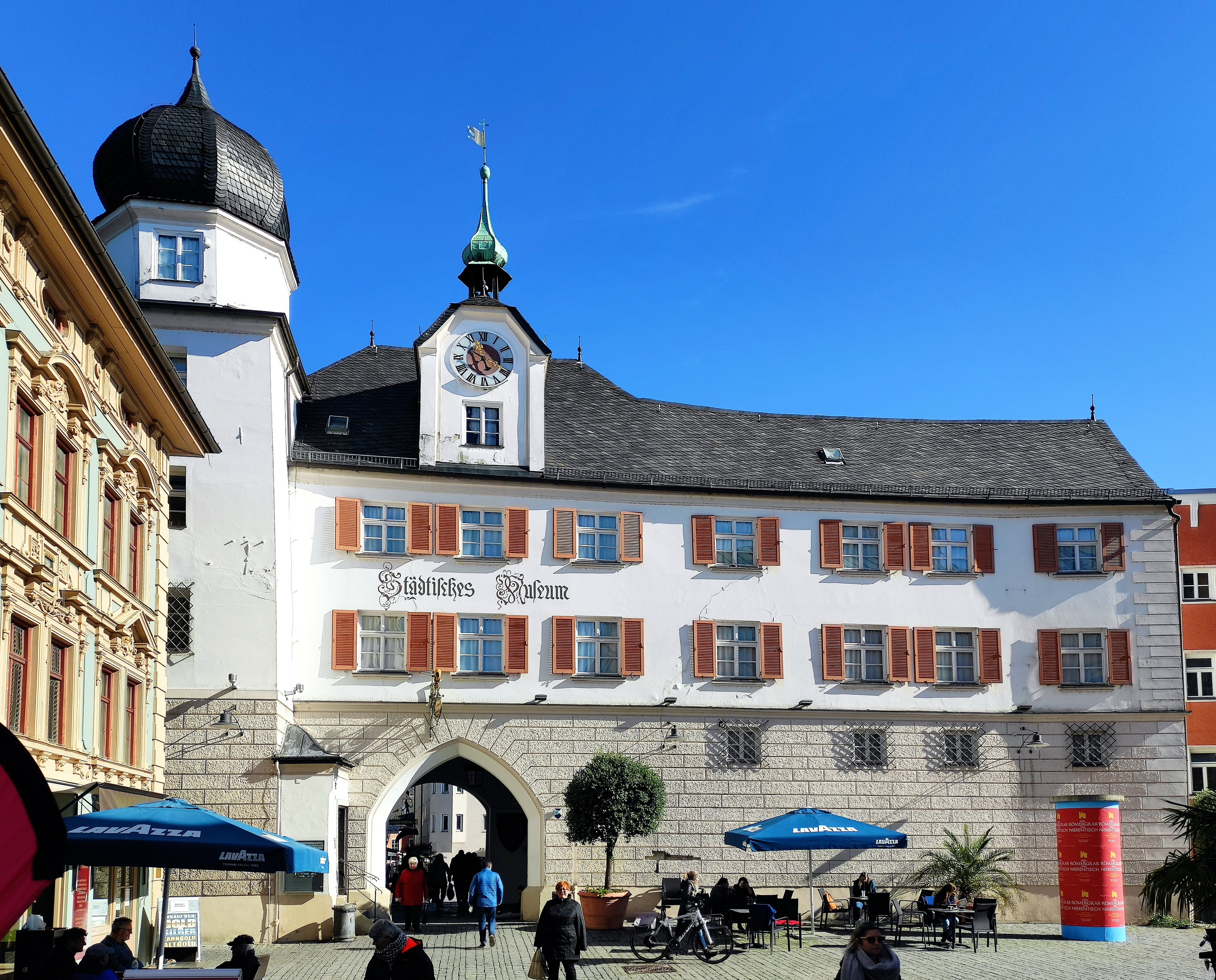
Das Mittertor

Auf dem Salzstadel nördlich des Ludwigplatzes standen seit 1559 die Salzstadel, die zur Lagerung des von Säumern herantransportierten Salzes dienten. Sie wurden von einem Brand 1889 vernichtet. Das Ballhaus Rosenheim weiter östlich entstand im ehemaligen Gebäudekomplex des Hofbräus Rosenheim. Der Saalbau mit Festsaal und Gewölbekeller entstand 1878. Es wurde ab 1994 renoviert und steht seit 2001 wieder als Veranstaltungsraum zur Verfügung und bildet mit seinen vielfältigen Nutzungsmöglichkeiten ein Zentrum der östlichen Altstadt Rosenheims.

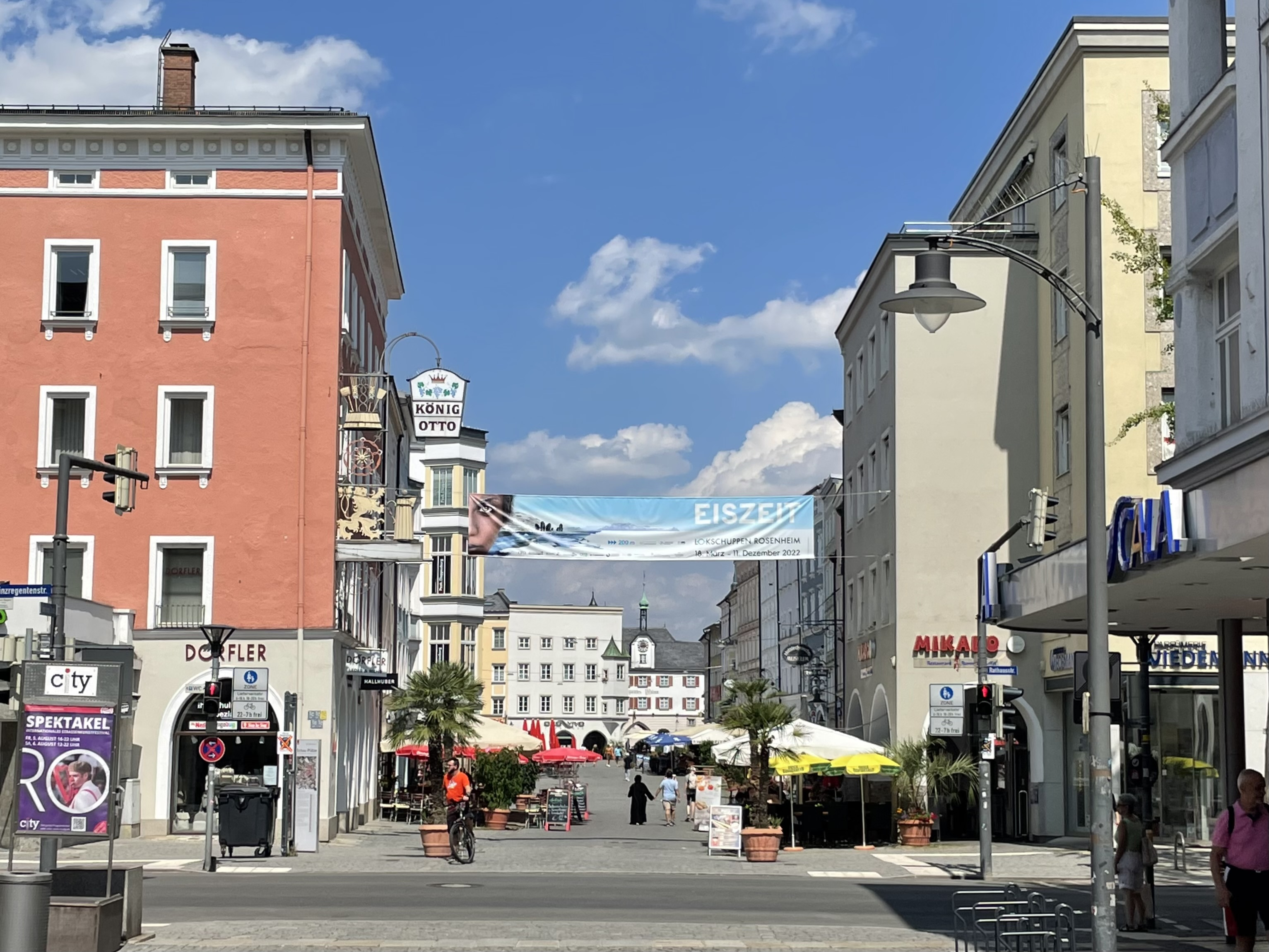
Blick von der sogenannten König-Otto-Kreuzung zum Max-Josefs-Platz

Südlich des Ludwigsplatzes liegt die Königstraße. Als 1878 der alte Bahnhof verlegt wurde, wurde sein Empfangsgebäude zum neuen Rathaus der Stadt; der Lokschuppen gegenüber dient heute als Ausstellungszentrum. Der dreigeschossige Mittelpavillon des Rathauses mit Zeltdach und den zweigeschossigen Seitenflügeln weist noch auf die alte Funktion des Baues hin. 1858 war das Gebäude nach drei Jahren Bauzeit fertiggestellt worden. Die Königschule liegt ebenfalls in der Königstraße und wurde 1866 nach Plänen von Ludwig Foltz und Rudolf Gottgetreu als Knabenschule im Maximilianstil erbaut.
Südlich des Max-Josefs-Platzes entlang des Gillitzerblocks führt die Münchener Straße, auch „kleine Fußgängerzone“ genannt, Richtung Bahnhof und Salinplatz. Sofort ersichtlich sind die prachtvoll restaurierten Gründerzeitfassaden. Den Namen Gillitzerblock verdankt das Ensemble seinem Erbauer Thomas Gillitzer. Er ließ Ende des 19. Jahrhunderts auf einem für damalige Verhältnisse riesigen Areal 15 Häuser errichten, darunter das Hotel Deutscher Kaiser. Ab den 1960er-Jahren wurde das einst in sich geschlossene Gründerzeitensemble durch Neu- und Umbauten verändert. Lediglich die Fassaden in der Münchener Straße blieben erhalten und wurden in den letzten Jahren originalgetreu restauriert.
Jüngeren Datums ist der Salinplatz nahebei. Nach dem Abbruch der Saline in den 1960er-Jahren entstand ein ganz neues Wohn- und Geschäftsviertel mit Wohnblöcken und Hochhäusern unweit des neuen Bahnhofs. In den 1980er-Jahren wurde auf dem Gelände u. a. auch die heutige Stadthalle (KUKO) errichtet. Mit einer Planungszeit von acht Jahren entstand von 1985 und 1987 in nur 18 Monaten der Salinplatz auf einer Fläche von 12.000 m² mit seinen Wohn- und Geschäftshäusern sowie einem großen unterirdischen Parkhaus (P6). Der Salinplatz ist Fußgängerzone.
Die Kunstmühle südlich des Bahnhofs entstand von 1855 bis 1916 in mehreren Bauabschnitten als Industriekomplex. Sie wurde in den 1990er-Jahren renoviert und dient heute als Gastronomie- bzw. Büroraum. Das Kraftwerk zur Kunstmühle liegt am Mangfallkanal. Die Kunstmühle beherbergt die Ausstellungsräume des Kunstvereins Rosenheim. Im oberen Stockwerk der ehemaligen Kunstmühle finden auf rund 200 m² Ausstellungsfläche wechselnde Ausstellungen zeitgenössischer Künstler, Austausch-Ausstellungen mit anderen Kunstvereinen sowie ausstellungsbegleitende Aktionen statt.
Die Loretowiese im Norden der Altstadt dient die meiste Zeit des Jahres als kostenloser, innenstadtnaher Großparkplatz (P5). Jeweils am letzten Samstag im August beginnt auf der Loretowiese die sogenannte „Fünfte Jahreszeit“, das Rosenheimer Herbstfest.

#### Kirchen
Die Pfarrkirche St. Nikolaus am Ludwigsplatz entstand 1450 als spätgotischer Bau mit Spitzhelmturm. Nach dem Stadtbrand von 1641 erfolgte der Neubau mit Zwiebelturm (65 m) – dem heutigen Wahrzeichen von Rosenheim. Die Inneneinrichtung wurde dem Zeitgeschmack entsprechend mehrmals verändert, d. h. die Kirche hat eine barocke bzw. neugotische Einrichtung. 1880 wurde das Kirchenschiff um drei Joche in Richtung Ludwigsplatz verlängert. Ab 1960 erhielt das Kircheninnere sein heutiges Aussehen. Ältestes Kunstwerk ist das Schutzmantelmadonnenbild eines unbekannten Meisters aus dem Jahr 1514. Die Kirche wurde am 10. Dezember 2006 mit einer Altarweihe nach mehrjähriger Renovierung wiedereröffnet.
Die Hl.-Geist-Kirche westlich des Max-Josephs-Platzes in der gleichnamigen Straße wurde gegen 1449 vom Bürger und Brauereibesitzer Hans Stier erbaut (Spitalstiftung). Der gotische Bau wurde ab 1684 barockisiert und der Turm, der ursprünglich einen gotischen Spitzhelm trug, erhielt eine barocke Zwiebel. Innerhalb der Wolfgangskapelle befindet sich das Lucca-Bild, eine Seccomalerei aus dem 15. Jahrhundert.
Die Spitalkirche St. Joseph in der Innstraße östlich des Ludwigsplatzes wurde 1618/19 erbaut. Sie besitzt eine Rokoko-Kanzel mit üppigem Schnitzdekor. Das Altarbild sowie die übrigen Gemälde, die das Leben des Hl. Josef darstellen, stammen von dem Rosenheimer Maler Joseph Anton Höttinger. Sehenswert ist das große Votivgemälde, das den Pandureneinfall und die Beschießung Rosenheims im Oktober 1744 zeigt.
Die Loretokapelle auf der Loretowiese hat die Casa santa in Loreto in Italien als architektonisches sowie namentliches Vorbild. Sie wurde 1636 eingeweiht. Loretokapellen wurden im deutschen Sprachraum ab dem 16. Jahrhundert erbaut – oft als Stiftungen adeliger Pilger nach ihrer Rückkehr von einer Loretowallfahrt.
Die Pfarr- und Wallfahrtskirche Hl. Blut, welche am südlichen Stadtrand liegt, entstand in der jetzigen Form gegen Ende des 17. Jahrhunderts, der spätgotische Chor um 1508. 1686/1687 wurde die Kirche durch Hanns Mayr aus Hausstatt barock umgebaut. Im Chor findet sich üppige Hochbarockstuckatur, die Stuckatur im Langhaus ist wesentlich sparsamer. Kernstück der Kirche ist die spätgotische Schnitzgruppe des himmlischen Gnadenstuhls, ein Hauptwerk des Meisters von Rabenden aus der Zeit um 1510. Neben der Kirche befindet sich die Brunnenkapelle, die Ende des 17. Jahrhunderts anstelle der älteren von Hanns Mayr errichtet wurde.
Die Kapelle am Roßacker ließ der Rosenheimer Bierbrauer Martin Schmetterer 1737 unter dem Namen Zu den sieben Zufluchten auf Grund eines Gelübdes unmittelbar neben seinem Bierkeller errichten. Er stiftete dazu ein Eremitenbenefizium mit einem an die Kapelle anschließenden Haus. Baumeister war Abraham Millauer aus Hausstatt. Der Meister des Naturstein-Hochaltars ist unbekannt, das Altarbild stammt von Johann Zick und stellt die Heiligen sieben Zufluchten dar. Das kirchliche Kleinod ist der einzige in sich geschlossene barocke Kirchenbau Rosenheims. Der Ortsteil „Roßacker“ ist älter als Rosenheim. Der Name reicht bis ins Jahr 1160 zurück.

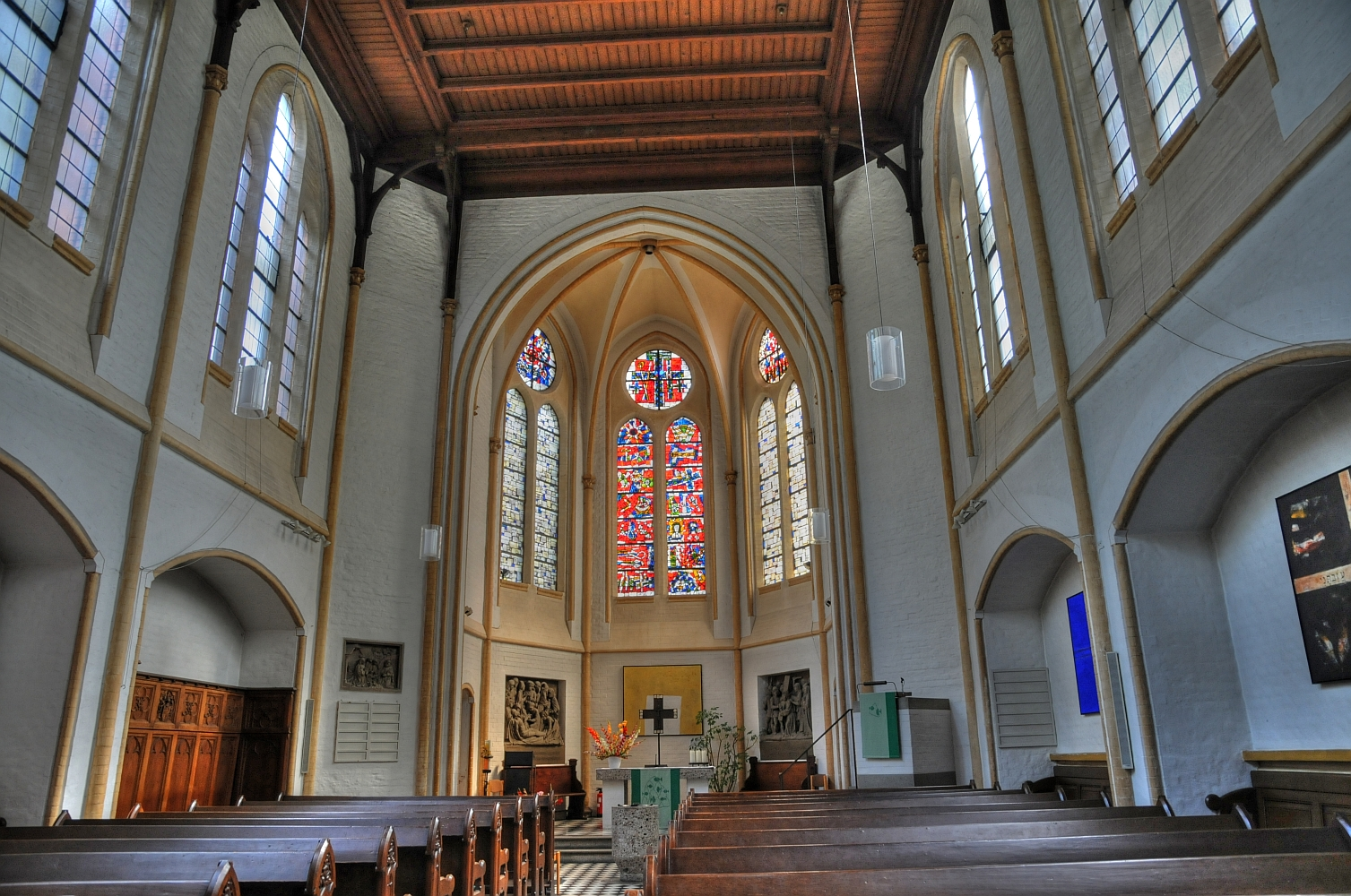
Erlöserkirche

Die Evangelische Erlöserkirche wurde 1886 neben dem Rathaus als neogotischer Backsteinbau nach Entwurf von August Hartel erbaut. Die Ausstattung ist zum Teil neogotisch und wurde in den 1970er-Jahren umgestaltet. Die Kreuzwegbilder sind von Petra Winterkamp.
Die Pfarrkirche Christkönig wurde am 12. Juni 1928 aufgrund der damals schlechten seelsorgerischen Situation vom erzbischöflichen Ordinariat genehmigt, der erste Spatenstich geschah dann bereits fünf Tage später. Am 27. Oktober 1929 erfolgte die feierliche Kirchenweihe. Durch die Zerstörung großer Teile der Kirche während des Zweiten Weltkrieges erhielt diese 1962 ein neues Glasfenster von Roland Peter Litzenburger, 1984 wurde der Altarraum mit Werken des Rosenheimer Künstlers Josef Hamberger neu gestaltet.
Neben der Sebastianikapelle befindet sich das bereits 1606 gegründete und 1856 neu besiedelte Kapuzinerkloster Rosenheim.
Die Filial- und Wallfahrtskirche St. Johann Baptist und Heilig Kreuz in Westerndorf wurde 1668 vermutlich nach Plänen des Münchener Baumeisters Constantin Pader erbaut. Ein weithin sichtbares Zwiebeldach sitzt auf dem kreisrunden Kirchenbau. Im Inneren wird der vierpassförmige Grundriss von einem griechischen Kreuz mit gleich langen Kreuzarmen gebildet. Wände und Decken sind verziert mit frühbarockem Stuck Miesbacher Herkunft.
Die spätgotische Kirche St. Quirin in Fürstätt stammt aus dem 15. Jh.

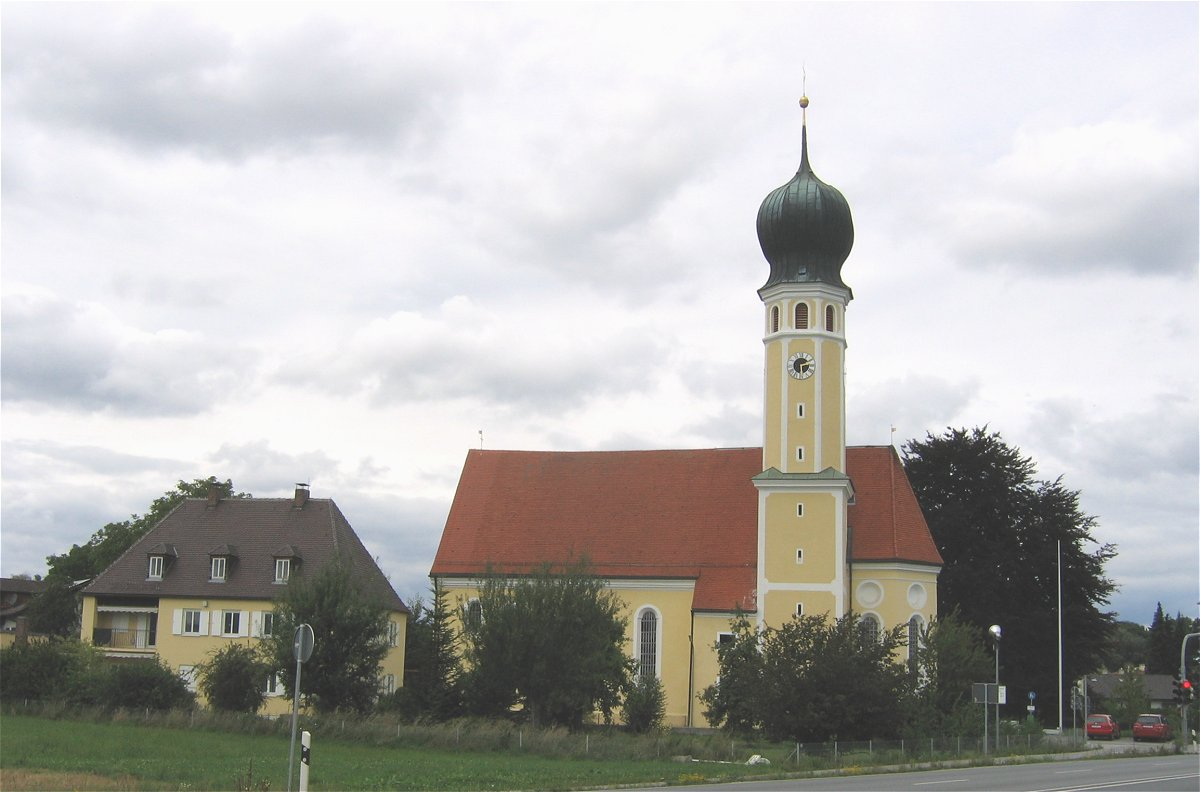
Pfarr- und Wallfahrtskirche Hl. Blut
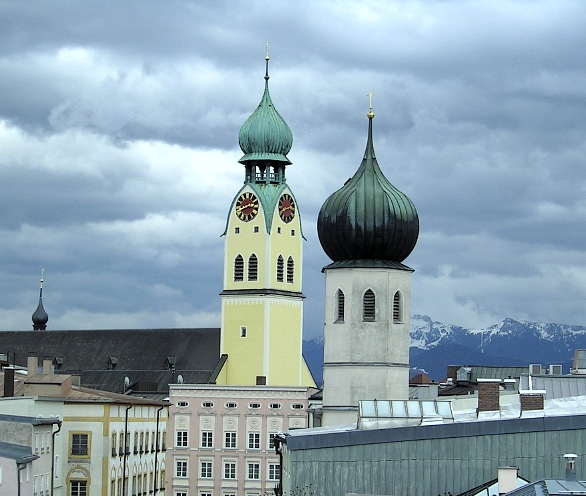
links: Pfarrkirche St. Nikolaus, rechts: Heilig-Geist-Kirche, im Hintergrund die Kampenwand
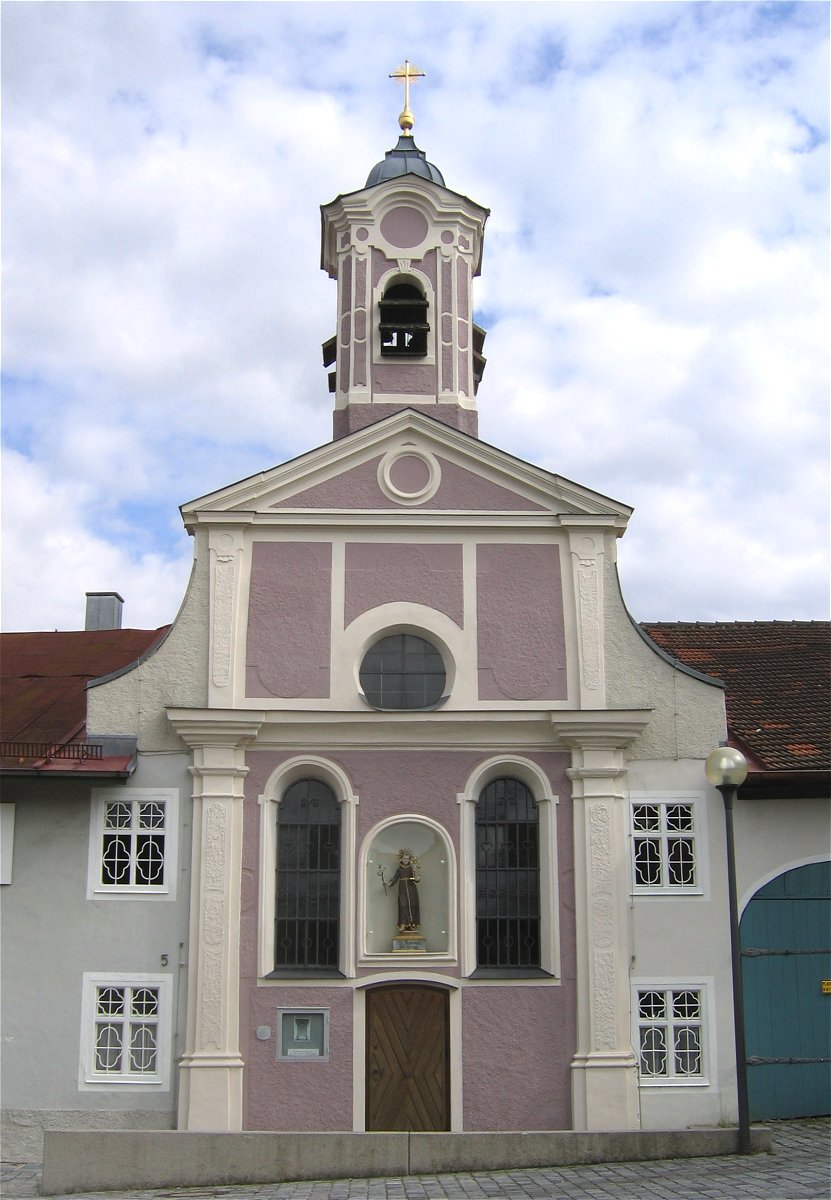
Kapelle am Roßacker
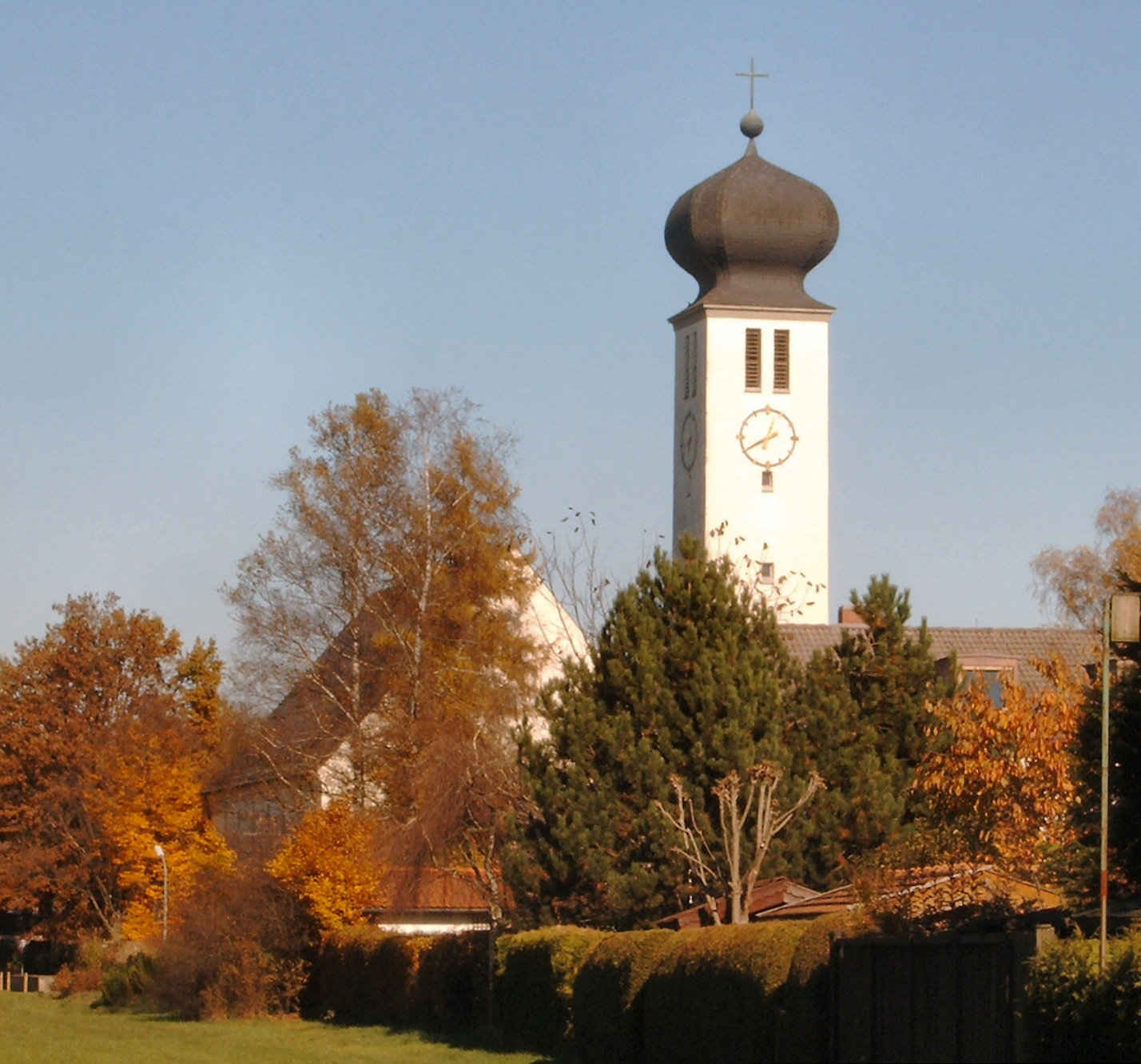
Pfarrkirche St. Josef der Arbeiter, Oberwöhr

### Einrichtungen

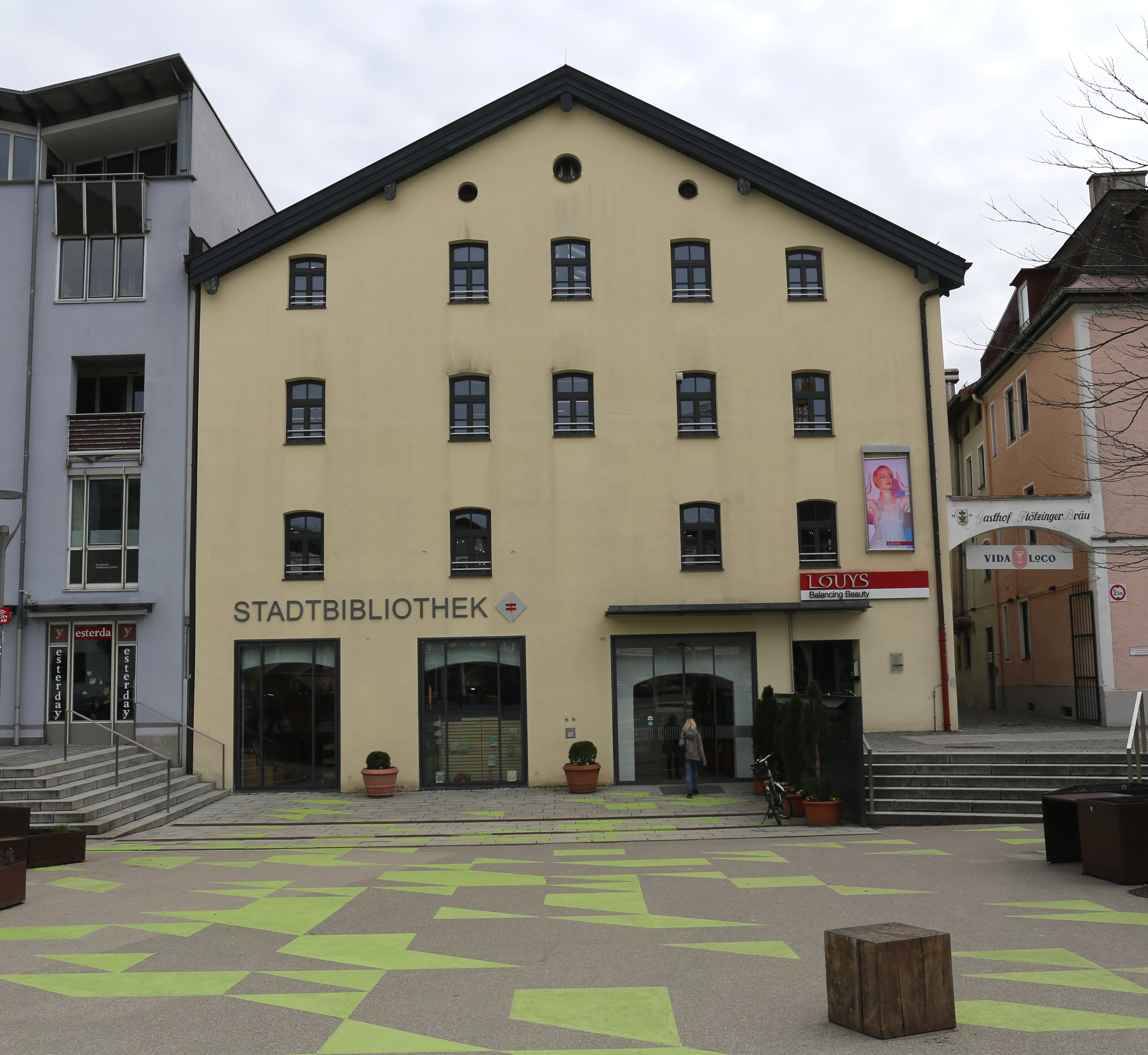
Stadtbibliothek

Die Stadtbibliothek Rosenheim (am Salzstadel) wurde 1996 im Gebäude einer ehemaligen Mälzerei eröffnet. Auf etwa 1200 m² bietet sie Bücher, Zeitschriften, CDs, CD-ROMs und weitere Medien an. In der Kategorie Mittelstadtbibliotheken (50.000–100.000 Einwohner) erreichte die Stadtbibliothek Rosenheim mehrmals den ersten Platz des Bibliotheksindexes.
Das Stadtarchiv befindet sich seit 1937 in einem Seitenbau der Städtischen Galerie. Nach umfassender Aktualisierung beherbergt es derzeit rund 2500 Regalmeter Akten, Pläne, Urkunden, Landkarten und dergleichen. Das Archivgut und die wissenschaftliche Regionalbibliothek kann von jedermann kostenfrei benutzt werden. Als bayerisches Pilotprojekt Archivpädagogik bietet das Stadtarchiv neben Sonderausstellungen, Vorträgen, Lesungen, Führungen für Schulklassen und interessierte Gruppen auch Betreuung von Facharbeiten an. Ein Leseraum bietet Platz für 30 Personen sowie PC-Arbeitsplätze mit Internetanschluss.
| Name             | Künstler           |
| ---------------- | ------------------ |
| Wasserrad        | Josef Hamberger    |
| Stehende         | Rolf Märkl         |
| Liegende         | Marianne Lüdicke   |
| Mensch und Pferd | Heinrich Kirchner  |
| Norne            | Louise Stomps      |
| Passantengruppe  | Erika Maria Lankes |
| Stele            | Alfred Regnat      |

### Parks

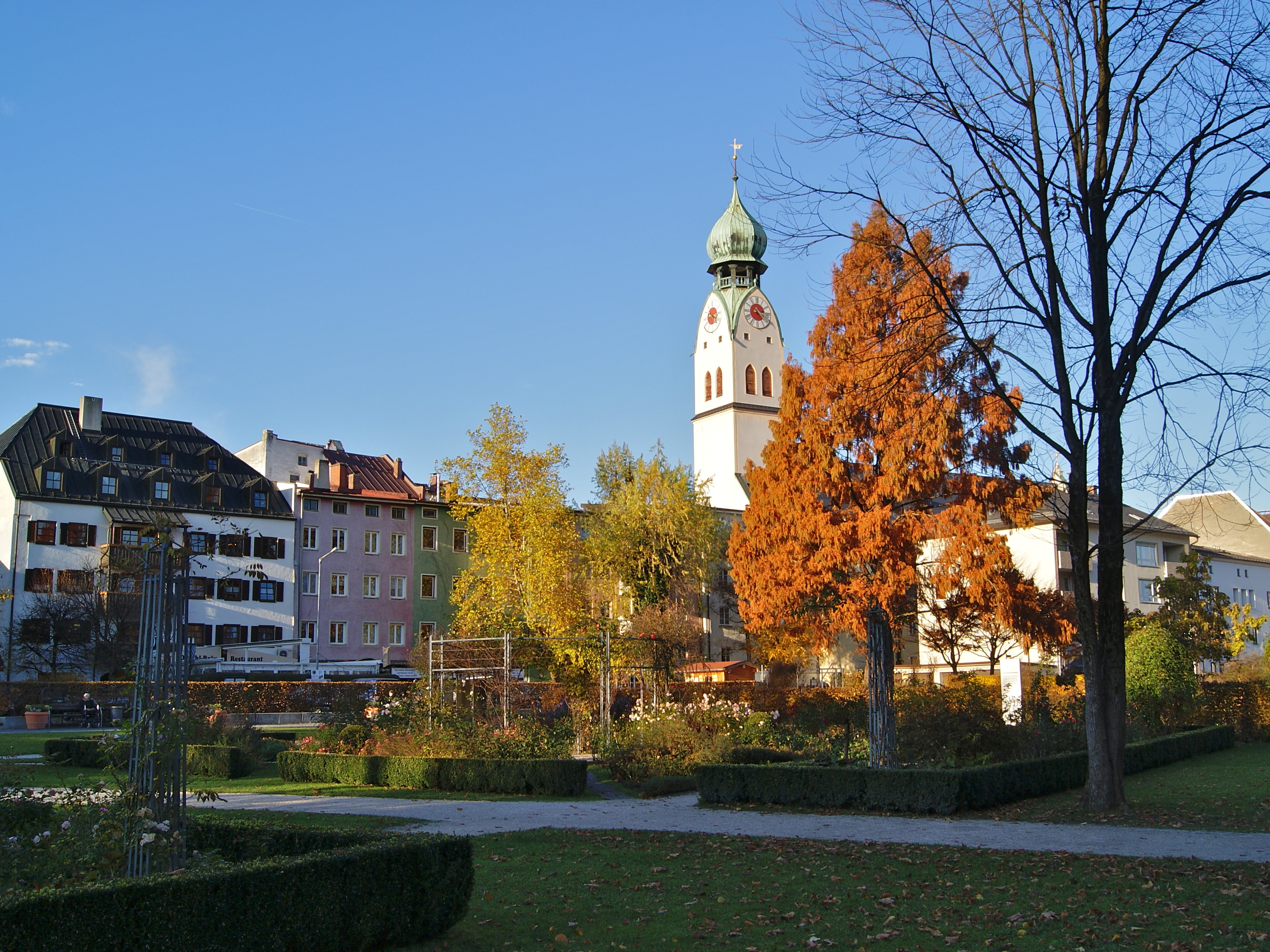
Riedergarten

Der Riedergarten entstand 1729 als privater Kräutergarten des Rosenheimer Stadtapothekers Johann Rieder. Er wurde 1925 vom Mediziner Hermann Rieder der Stadt als Sommergarten verkauft. 2002 wurde der Riedergarten neu gestaltet und erhielt durch die Öffnung des vormals unterirdisch gelegenen Stadtbaches ein modernes Gepräge.
Der Salingarten ist seit 1987 vor dem Kultur- und Kongresszentrum Ku'Ko zu einem Skulpturenpark geworden, in dem Großplastiken bedeutender Bildhauer aus Rosenheim und Umgebung zu sehen sind.

### Schutzgebiete
In Rosenheim gibt es ein Naturschutzgebiet, drei Landschaftsschutzgebiete und ein FFH-Gebiet (Stand April 2016)

Logo der Landesgartenschau 2010 in Rosenheim

### Landesgartenschau 2010
Die Stadt Rosenheim war Ausrichter der Landesgartenschau 2010. Im Zuge dieser Veranstaltung haben große Renovierungen der Innenstadt sowie an Mangfall und Inn das Stadtbild neu geprägt. Auch der Bahnhof wurde barrierefrei umgebaut und bekam mehr Läden und Einrichtungen.

### Sport
Rosenheim hat eine lange Eishockeytradition. Die Anfänge des Eishockey-Sports reichen zurück bis ins Jahr 1928. Somit gehört Rosenheim zusammen mit Füssen, Garmisch-Partenkirchen und Bad Tölz zu den ältesten Eishockey-Standorten in Bayern. Der Sportbund DJK Rosenheim (SBR) wurde 1982, 1985 und 1989 deutscher Meister und erreichte 1988, 1990 und 1992 das Finale um die deutsche Meisterschaft. 1993 folgte der freiwillige Abstieg in die zweite Bundesliga. Mit einer aus dem eigenen Nachwuchs gebildeten Mannschaft gelang der sofortige Wiederaufstieg in die erste Bundesliga. 1994 wurde die erste Bundesliga in die DEL umgewandelt, zu deren Gründungsmitgliedern der SBR zählt. Die Eishockeyabteilung wurde vom Stammverein Sportbund DJK Rosenheim abgespaltet und in die Starbulls Rosenheim GmbH umgewandelt. Nach mehreren Jahren in der DEL wurde die Lizenz nach Iserlohn verkauft. Der Verein musste als Starbulls Rosenheim e. V. in der untersten bayerischen Liga wieder von vorne anfangen, schaffte aber in der Saison 2003/2004 den Aufstieg in die Oberliga (dritthöchste Liga) und in der Saison 2009/2010 den Aufstieg in die 2. Bundesliga. In der Saison 2010/2011 konnte erstmals in der Vereinsgeschichte der DEB-Pokal gewonnen werden. 2011/2012 kam der Vizemeister-Titel in der 2. Bundesliga dazu.
Großer Wert wird bei den Starbulls Rosenheim auf die Eishockey-Nachwuchsarbeit gelegt. Aushängeschild ist hierbei die DNL-Mannschaft, die in der Saison 2005/06 und 2010/11 die Deutsche Vizemeisterschaft errang.
Rosenheims größter von insgesamt dreizehn Fußballvereinen ist der TSV 1860 Rosenheim, der 1999 und 2013 den bayerischen Verbandspokal gewann und daher zweimal am DFB-Pokal teilnahm. Seine Heimspiele trägt der TSV im 1969 eröffneten Jahnstadion aus. Überregional bekannt ist außerdem der Sportbund DJK Rosenheim, der mehrere Jahre in der Bayernliga Süd spielte und dabei auch an der Aufstiegsrelegation zur Regionalliga teilnahm, dort allerdings knapp scheiterte. Nach mehreren Jahren des sportlichen Niedergangs spielt der Sportbund Rosenheim nun in der Bezirksliga Oberbayern Ost.
Die Mitglieder des Kajak-Klubs Rosenheim (KKR) erzielten internationale Erfolge. Sogar Welt- und Europameister (zum Beispiel Claudia Brokof) gingen aus den Reihen dieses Vereins hervor und auch aktuell gehören Athleten des KKR der internationalen Spitze an.
Die am 23. September 1877 gegründete Sektion Rosenheim des Deutschen Alpenvereins ist der größte Sportverein der Stadt, besitzt zwei Schutzhütten und ein eigenes Kletterzentrum; außerdem betreut sie mehrere Kilometer an Höhenwegen.
Zur deutschen und teilweise internationalen Spitze gehören auch Sportlerinnen und Sportler in den Disziplinen Badminton (PTSV Rosenheim), Boxen (ASV Happing), Leichtathletik (TSV 1860 Rosenheim), Faustball (MTV Rosenheim), Rock'n'-Roll-Tanzsport (Rock'n'-Roll-Club Rosenheim) sowie Ski-/Snowboardfahrer und Kampfsportler mehrerer Vereine. Der PTSV Rosenheim ist mit seiner Badminton-Mannschaft im Jahr 2010 in die 1. Bundesliga aufgestiegen.
Die vier mitgliedstärksten Breitensportvereine Rosenheims sind die Sektion Rosenheim des Deutschen Alpenvereins, SB/DJK Rosenheim, der Skiclub Aising-Pang sowie der TSV 1860 Rosenheim.
Die größten Sportstätten Rosenheims sind das städtische Eisstadion ROFA-Stadion, das 6.300 Zuschauern Platz bietet, die Gabor-Halle (1.200 Plätze) sowie das Jahnstadion (6.000 Plätze) des TSV 1860 Rosenheim und der Campus des SB/DJK Rosenheim.
2021 bewarb sich die Stadt als Host Town für die Gestaltung eines viertägigen Programms für eine internationale Delegation der Special Olympics World Summer Games 2023 in Berlin. 2022 wurde sie als Gastgeberin für Special Olympics Mauritius ausgewählt. Damit wurde sie Teil des größten kommunalen Inklusionsprojekts in der Geschichte der Bundesrepublik mit mehr als 200 Host Towns.

### Regelmäßige Veranstaltungen
- Rosenheimer Starkbierfest (Mitte März)
- Rosenheimer Stadtfest (zwischen Juni und August; alle zwei Jahre)
- Das Rosenheimer Herbstfest (Beginn: letzter Samstag im August, Dauer: 16 Tage) ist das größte Volksfest in Südostoberbayern. Mit jährlich über einer Million Besuchern ist es nach dem Münchner Oktoberfest, dem Straubinger Gäubodenfest und der Bergkirchweih in Erlangen das viertgrößte Volksfest in Bayern.
- Neue Messe Rosenheim (im 2-Jahres-Turnus): Seit 1949 fand die Süd-Ost-Messe in Rosenheim statt, im Jahre 2008 wurde diese abgelöst durch die Neue Messe Rosenheim

- City-Lauf (3. Oktober)
- Christkindlmarkt in der Fußgängerzone
- Faschingstreiben (Faschingsdienstag)
- Rosenheim in Bewegung (Mai) mit großem Autosalon, Themenpark Freizeit, Fun & Fitness
- Critical Mass: Radtour durch die Stadt[66]
- Lange Nacht der Kunst, Kultur und Unterhaltung (alle zwei Jahre im Herbst, abwechselnd mit dem Stadtfest)
- Kleinkunsttage (Mitte Oktober)
- Rosenheim Sommerfestival (Juli, seit 2011)
- Bavarian Dance Days seit 2017
- Stadtführung „Auf den Spuren der Rosenheim-Cops“ (jeden Samstag um 16 Uhr)
- Stadtradeln (Aktion des Klima-Bündnisses der europäischen Städte mit indigenen Völkern der Regenwälder/Alianza del Clima e. V mit dem Untertitel Radeln für ein gutes Klima)

## Wirtschaft und Infrastruktur

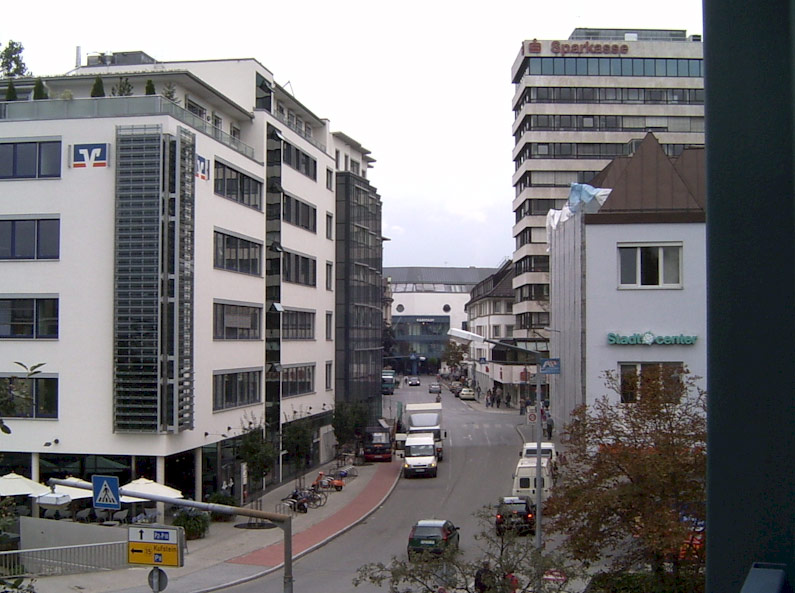
Innenstadt mit Stadtcenter, Raiffeisenbank, Sparkasse und Karstadt im Hintergrund

Im Jahre 2016 erbrachte Rosenheim, innerhalb der Stadtgrenzen, ein Bruttoinlandsprodukt (BIP) von 3,091 Milliarden €. Das BIP pro Kopf lag im selben Jahr bei 49.671 € (Bayern: 44.215 € / Deutschland 38.180 €) und damit über dem regionalen und nationalen Durchschnitt. 2017 waren ca. 48.600 Personen erwerbstätig.
Im Zukunftsatlas 2016 belegte die kreisfreie Stadt Rosenheim Platz 88 von 402 Landkreisen, Kommunalverbänden und kreisfreien Städten in Deutschland und zählte damit zu den Orten mit „hohen Zukunftschancen“. In der Ausgabe von 2019 lag sie auf Platz 27 von 401.
Rosenheim ist Zentrum eines Ballungsraums von etwa 150.000 Einwohnern und ein Oberzentrum im südostoberbayerischen Raum.
Rosenheim ist der Sitz mehrerer teils international agierender holzverarbeitender Unternehmen; die Bandbreite reicht von der Herstellung von Parkettböden bis zur Fenstertechnik. Den Betrieben der Holzbranche steht dabei das Wissen mehrerer Ausbildungsstätten vor Ort zur Verfügung (siehe #Bildung). Das Institut für Fenstertechnik (ift) hat seit seiner Gründung 1966 seinen Sitz in Rosenheim. Zu den Unternehmen, die ihren Sitz in Rosenheim haben, gehören auch Gabor Shoes, Klepper (Faltboote) und Prijon (Kajaks).

### Ansässige Unternehmen
- Sparkasse Rosenheim-Bad Aibling
- Gabor Shoes
- BTK Befrachtungs- und Transportkontor GmbH
- BMW-MINI Autohaus Unterberger Rosenheim
- Klepper
- Stadtwerke Rosenheim
- Kathrein SE
- REMONDIS Süd GmbH
- Kathrein Digital Systems GmbH
- Ericsson Antenna Technology Germany GmbH
- Steelcase GmbH - Produktion Büromöbel
- Krones Werk Rosenheim
- Beton Bernrieder GmbH
- ift Rosenheim - Technologiezentrum
- Ludwig Kriechbaum GmbH Audi Zentrum Rosenheim
- Agenda Informationssysteme GmbH & Co. KG
- Hans Holzner Baugesellschaft mbH
- Volkswagen Zentrum Rosenheim - L. Wallner GmbH
- Kliniken der Stadt und des Landkreises Rosenheim GmbH
- Meine Volksbank Raiffeisenbank
- Galeria Rosenheim
- Heinzinger electronic GmbH
- Flötzinger Brauerei
- Auerbräu
- MediaMarkt Rosenheim
- WEKO Wohnen Rosenheim GmbH & Co. KG
- mömax Rosenheim
- Hoegner Comp. GmbH & Co. KG
- WETRON electronic components GmbH

### Arbeitsmarkt
Zum 30. Juni 2005 hatte die Stadt Rosenheim 27.600 sozialversicherungspflichtige Beschäftigte.

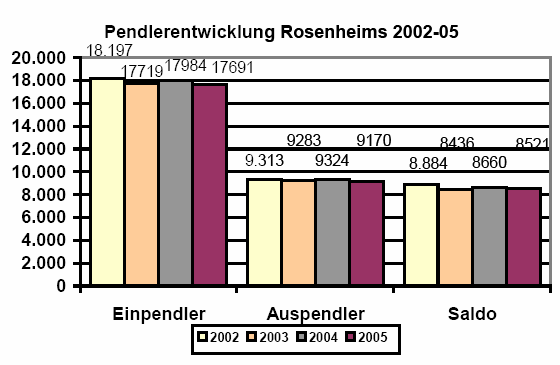
Pendlerstrukturen

| Branche                              | Anteil |
| ------------------------------------ | ------ |
| Land- und Forstwirtschaft, Fischerei | 00,3 % |
| Produzierendes Gewerbe               | 28,4 % |
| Handel, Gastgewerbe und Verkehr      | 25,0 % |
| Sonstige Dienstleistungen            | 46,3 % |

#### Pendler
Unternehmen und Bildungseinrichtungen in Rosenheim ziehen Pendler bis aus den österreichischen Bundesländern Tirol und Salzburg an. Andererseits pendeln täglich über 18.000 Menschen aus Stadt, sowie Landkreis Rosenheim nach München. Insgesamt pendeln knapp 11.000 Menschen aus der Stadt (davon 8.900 in den Landkreis Rosenheim), 22.000 Personen pendeln ein (davon 17.200 aus Landkreis Rosenheim).

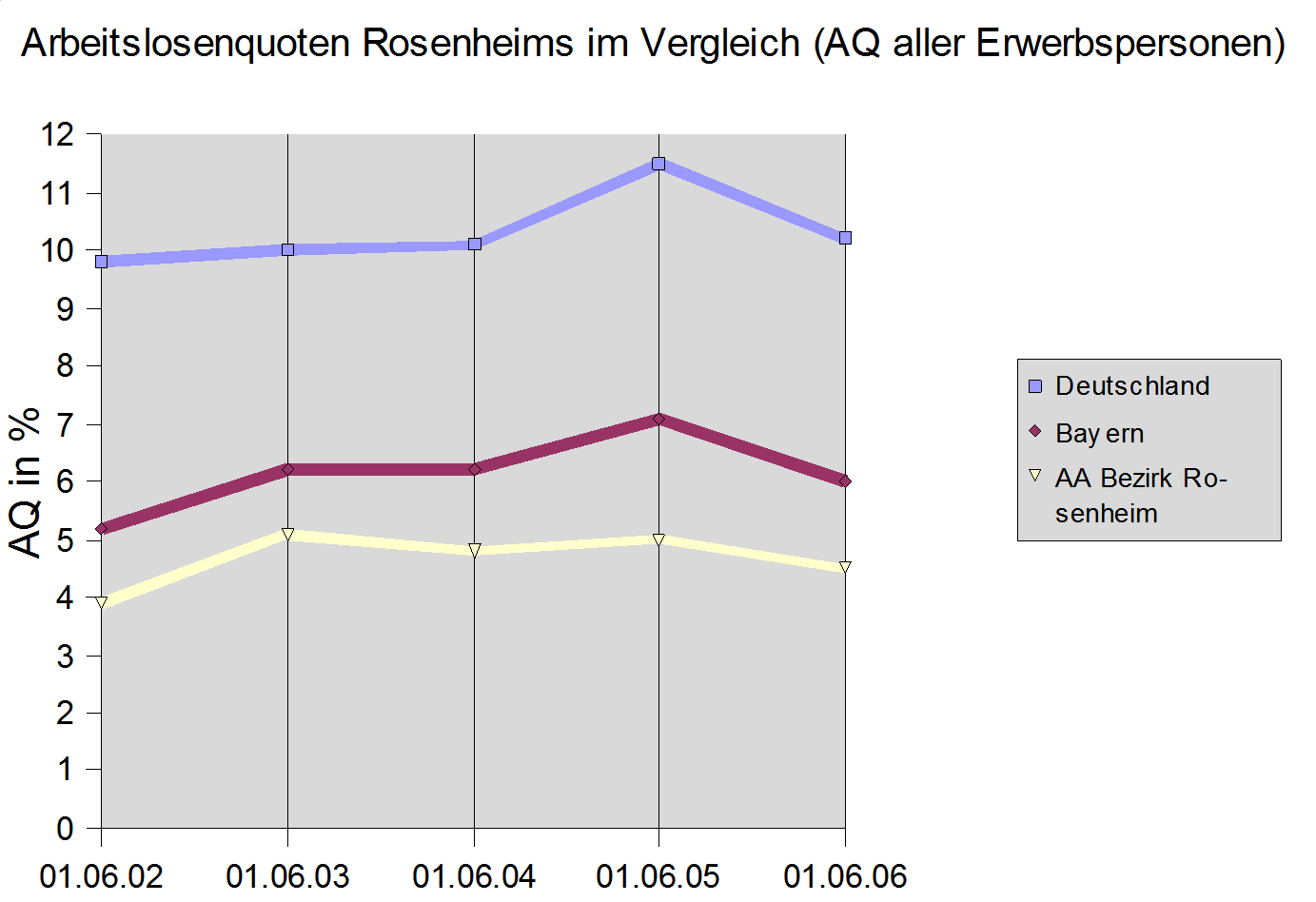
Arbeitslosenquoten Rosenheims im Vergleich (AQ aller Erwerbspersonen)

#### Arbeitslosenquote
| Erfassungsraum               | Arbeitslosenquote |
| ---------------------------- | ----------------- |
| Stadt Rosenheim              | 4,4 %             |
| Agentur für Arbeit Rosenheim | 2,7 %             |
| Landkreis Rosenheim          | 2,6 %             |
| Bayern                       | 3,4 %             |
| Deutschland                  | 5,7 %             |

(Stand: März 2023)

### Verkehr

#### Straßenverkehr
An das überregionale Straßennetz ist Rosenheim über die Autobahnen 8 München–Salzburg und 93 Rosenheim–Kufstein sowie die Bundesstraße 15 angebunden. Die B 15 wurde im Sommer 2005 zwischen Autobahn und „Panorama-Kreuzung“ auf vier Fahrstreifen ausgebaut. Langfristig ist ein autobahnähnlicher Neubau der Bundesstraße 15, die B 15neu, zwischen Regensburg, Landshut und Rosenheim geplant.
Seit Jahren wird auch über eine Reihe von Umgehungsstraßen nachgedacht, um die Innenstadt vom Verkehr zu entlasten. Nach langer Planung wurde 2005 mit dem Bau der südlichen Umgehung Panorama-Schwaig begonnen. Das Vorhaben war umstritten, da diese Straße die Kaltenauen, ein Landschaftsschutzgebiet, durchquert. Ein Volksentscheid im Jahr 2003 ging jedoch zugunsten der Straße aus. Sie wurde im Mai 2007 fertiggestellt. Weitere Projekte sind die Westtangente Rosenheim, für die 2006 der Planfeststellungsbeschluss erfolgte, und die dritte Innbrücke, die den Inn beim Ortsteil Langenpfunzen überqueren soll.

#### Schienenverkehr

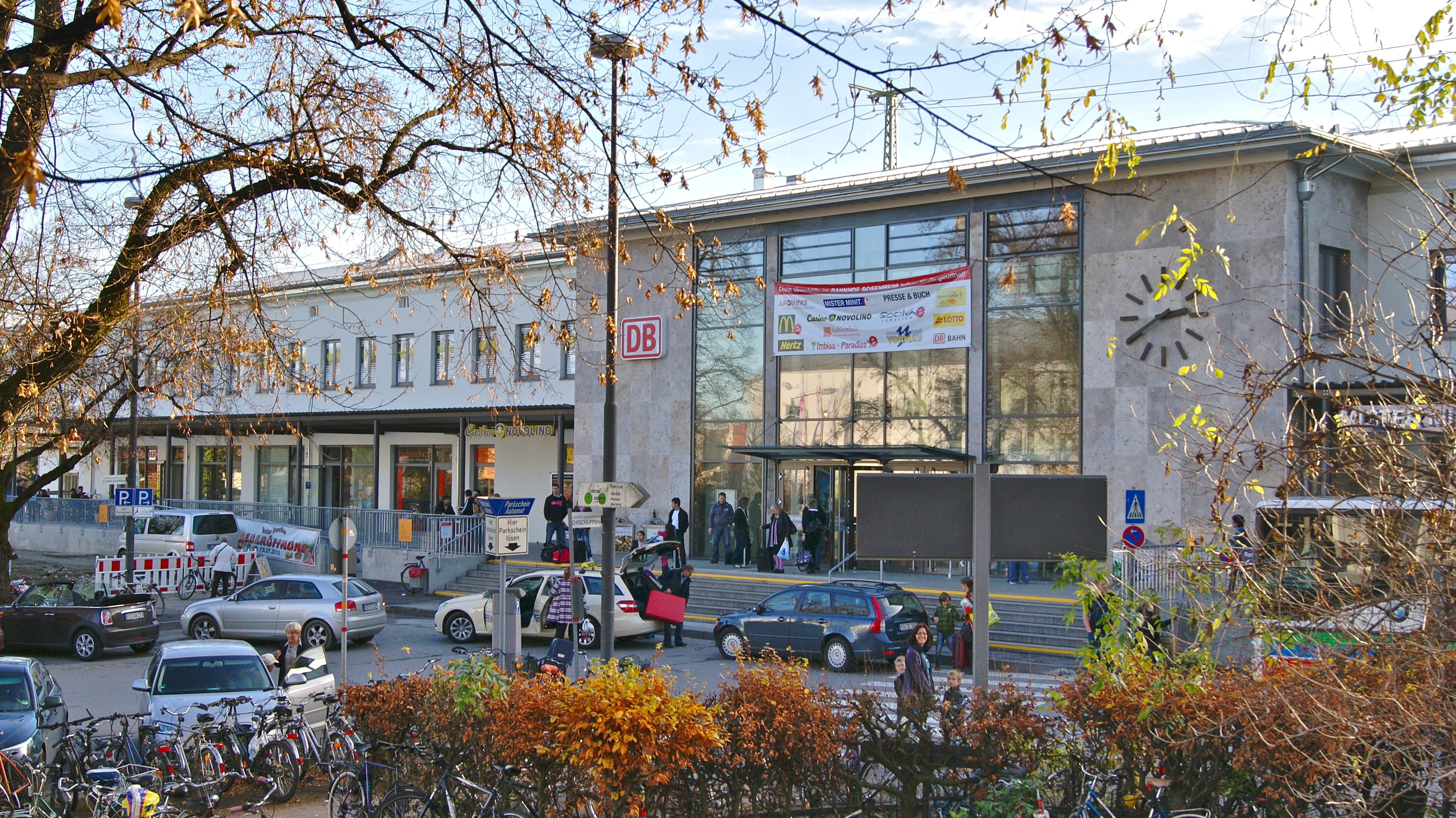
Bahnhof Rosenheim 2010

Mit einem Aufkommen von täglich rund 20.000 Fahrgästen ist der Bahnhof Rosenheim der siebtgrößte Bahnhof in Bayern.
Rosenheim ist ein Eisenbahnknotenpunkt und wird von den Bahnstrecken Rosenheim–Kufstein (Kursbuchstrecke 950), München–Rosenheim (Kursbuchstrecke 951), Rosenheim–Salzburg (Kursbuchstrecke 951), Rosenheim–Mühldorf (Kursbuchstrecke 944) und Rosenheim–Holzkirchen (Mangfalltalbahn, Kursbuchstrecke 958) berührt.
Im Stadtgebiet von Rosenheim gibt es zwei Haltepunkte, Rosenheim Hochschule an der Strecke Rosenheim–Mühldorf, sowie den neugebauten und im September 2019 in Betrieb genommene Haltepunkt Rosenheim Aicherpark an der Bahnstrecke nach Holzkirchen.
Die Österreichischen Bundesbahnen befahren die Verbindung Salzburg–Landl/Rosenheim (– Kufstein) im Stundentakt ohne Halt mit Fernzügen der Relation Wien–Salzburg–Innsbruck–Vorarlberg über die Rosenheimer Kurve.
In Zusammenhang mit der Landesgartenschau 2010 wurde der Bahnhof barrierefrei ausgebaut und mit einem Tunnel eine Verbindung für Fußgänger zwischen Zentrum und dem südlichen Stadtgebiet hergestellt. Unter Auswertung alliierter Luftaufnahmen wurden Munitionsreste gesucht, um Tunnel zwischen dem Hammerbach (der den Bahnhof unterfließt) und dem Empfangsgebäude zu bauen.
Zum Fahrplanwechsel am 10. Dezember 2023 trat die Stadt Rosenheim dem Münchner Verkehrs- und Tarifverbund bei. Der Schienenverkehr wurde dadurch auch in den MVV-Tarif aufgenommen und Rosenheim liegt nun in der Zone 7.

#### Öffentlicher Nahverkehr
Der Regionalverkehr Oberbayern bietet Anbindungen der Gemeinden des Landkreises mit der Stadt Rosenheim und den benachbarten Landkreisen.
Der Stadtbusverkehr wird von der kommunalen Verkehrsgesellschaft Rosenheim mbH & Co. KG betrieben. Zum Fahrplanwechsel vom 15. Dezember 2024 betreibt das Unternehmen 14 Linien, die montags bis samstags von 6:15 - 19:00 Uhr verkehren. Von 4:30 - 6:15 Uhr, sowie von 19:00 - 23:00 Uhr (samstags 4:30 - 9:00 Uhr, sowie freitags und samstags 19:00 - 2:00 Uhr) werden Nachtbus-Ringlinien betrieben. Alle Siedlungen (z. B. Westerndorf am Wasen, Unterfürstätt, Langenpfunzen, Happing, Kastenau) werden halbstündlich bedient. Durch Überlagerung von Linien werden die wichtigsten Wohngebiete (Aicherpark, Westerndorf-St. Peter, Kufsteiner Straße) im 15-Minuten-Takt bedient. Einzig die Linie 409 bindet die Nachbarstadt Kolbermoor im 60-Minuten-Takt an. Samstags fahren alle Linien, mit Ausnahme der Linie 412, nur stündlich. Die acht Nachtbus-Ringlinien fahren alle Stadtteile Rosenheims an.
Die zentrale Bushaltestelle Stadtmitte dient als Verknüpfungspunkt mit Info-Center im Ticketzentrum. Seit dem Fahrplanwechsel im Februar 2023 fahren auch die Stadtbusse den regionalen Omnibusbahnhof (ROB) an. 2006 nutzten über vier Millionen Fahrgäste den Rosenheimer Stadtbus. An Sonn- und Feiertagen findet kein Verkehr statt.
Zum Fahrplanwechsel am 10. Dezember 2023 trat die Stadt Rosenheim dem Münchner Verkehrs- und Tarifverbund bei, seitdem sind die städtischen Buslinien zum MVV-Tarif nutzbar. Darüber hinaus bekamen sämtliche Linien neue Nummern. Die Linien 401 bis 413 verkehren tagsüber und die Linien 420 bis 429 morgens sowie abends.
| Linie                                               | Linienverlauf | Verkehrsunternehmen            |
| --------------------------------------------------- | --- | ------------------------------ |
| 340                                                 | (Ellmosen -) Bad Aibling - Kolbermoor R - Rosenheim Bahnhof R - Rosenheim, Stadtmitte                                                        | Hollinger                      |
| 342                                                 | Rosenheim Stadtmitte - Rosenheim R - Kolbermoor R - Bad Aibling R                                                                            | RVO                            |
| 346                                                 | Bad Aibling - Beyharting - Ostermünchen R - Tattenhausen - Rosenheim Bahnhof R                                                               | Hollinger                      |
| 348                                                 | (Brannenburg -) Au - Bad Feilnbach - Raubling R - Rosenheim Bahnhof R                                                                        | Steinbrecher                   |
| 401                                                 | Stadtmitte - Hochschule/FOS - Kaserne - Stadtmitte                                                                                           | Verkehrsgesellschaft Rosenheim |
| 402                                                 | Stadtmitte - Rosenheim Bahnhof R - Endorfer Au - Am Gries - Rosenheim Bahnhof R - Stadtmitte                                                 | Verkehrsgesellschaft Rosenheim |
| 403                                                 | Ringlinie: Stadtmitte - Rosenheim Bahnhof R - Traberhof - Happing - ROFA-Stadion - Rosenheim Bahnhof R - Stadtmitte                          | Verkehrsgesellschaft Rosenheim |
| 404                                                 | Stadtmitte - Unterfürstätt - Küpferling - Stadtmitte                                                                                         | Verkehrsgesellschaft Rosenheim |
| 405                                                 | Stadtmitte - Langenpfunzen - (Pfaffenhofen) - Egarten - Stadtmitte                                                                           | Verkehrsgesellschaft Rosenheim |
| 406                                                 | Stadtmitte - Klinikum - Erlenau - Friedhof - Stadtmitte                                                                                      | Verkehrsgesellschaft Rosenheim |
| 407                                                 | Stadtmitte - Rosenheim Bahnhof R - Schwaig - Oberwöhr - Heilig Blut - Rosenheim Bahnhof R - Stadtmitte                                       | Verkehrsgesellschaft Rosenheim |
| [[Fehler im Ausdruck: Unerkanntes Wort „v“\| 407V]] | Schulverstärker: Aising Schule - Pang Schule - Westerdorf Am Wasen - Schwaig - Oberwöhr                                                      | Verkehrsgesellschaft Rosenheim |
| 408                                                 | Schülerverkehr: Kolbermoor, Siedlerplatz - Kolbermoor R - Rosenheim Bahnhof R - Stadtmitte                                                   | Verkehrsgesellschaft Rosenheim |
| 409                                                 | Stadtmitte - Rosenheim Bahnhof R - Aicherpark R - Kolbermoor R - Kolbermoor, Königseestraße                                                  | Verkehrsgesellschaft Rosenheim |
| 410                                                 | Stadtmitte - Freibad - Kastenau | Verkehrsgesellschaft Rosenheim |
| 411                                                 | Ringlinie: Stadtmitte - Rosenheim Bahnhof R - Aisingerwies - Aising - Pang - Schwaig - Rosenheim Bahnhof R - Stadtmitte                      | Verkehrsgesellschaft Rosenheim |
| 412                                                 | Ringlinie: Stadtmitte - Rosenheim Bahnhof R - Schwaig - Pang - Aising - Aisingerwies - Rosenheim Bahnhof R - Stadtmitte                      | Verkehrsgesellschaft Rosenheim |
| 413                                                 | Ringlinie: Stadtmitte - Rosenheim Bahnhof R - ROFA-Stadion - Alt-Happing - WEKO - Alt-Happing - Traberhof - Rosenheim Bahnhof R - Stadtmitte | Verkehrsgesellschaft Rosenheim |
| 419                                                 | saisonaler Adventsbus: Stadtmitte - Rosenheim Bahnhof R - Aicherpark - Schwaig - Pang - Aising - WEKO - Rosenheim Bahnhof R - Stadtmitte     | Verkehrsgesellschaft Rosenheim |
| 420                                                 | Abendverkehr: Stadtmitte - Rosenheim Bahnhof R - Happing - Kastenau - Eisstadion - Rosenheim Bahnhof R - Stadtmitte                          | Verkehrsgesellschaft Rosenheim |
| 421                                                 | Abendverkehr: Stadtmitte - Rosenheim Bahnhof R - Aisingerwies - Aising - Pang - Westerndorf - Schwaig - Rosenheim Bahnhof R - Stadtmitte     | Verkehrsgesellschaft Rosenheim |
| 422                                                 | Abendverkehr: Stadtmitte - Rosenheim Bahnhof R - Schwaig - Pang - Aising - Aisingerwies - Rosenheim Bahnhof R - Stadtmitte                   | Verkehrsgesellschaft Rosenheim |
| 423                                                 | Abendverkehr: Stadtmitte - Rosenheim Bahnhof R - Traberhof - Happing - WEKO - Happing - Rosenheim Bahnhof R - Stadtmitte                     | Verkehrsgesellschaft Rosenheim |
| 424                                                 | Abendverkehr: Rosenheim Bahnhof R - Stadtmitte - Unterfürstätt - Westerndorf - Berufsschule - Küpferling - Stadtmitte - Rosenheim Bahnhof R  | Verkehrsgesellschaft Rosenheim |
| 426                                                 | Abendverkehr: Rosenheim Bahnhof R - Stadtmitte - Erlenau - Langenpfunzen - Westerndorf - Kaserne - Stadtmitte - Rosenheim Bahnhof R          | Verkehrsgesellschaft Rosenheim |
| 427                                                 | Abendverkehr: Stadtmitte - Rosenheim Bahnhof R - Endorfer Au - Oberwöhr - Aisingerwies - Heilig Blut - Rosenheim Bahnhof R - Stadtmitte      | Verkehrsgesellschaft Rosenheim |
| 429                                                 | Abendverkehr: Stadtmitte - Rosenheim Bahnhof R - Aicherpark R - Kolbermoor R - Kolbermoor, Königseestraße                                    | Verkehrsgesellschaft Rosenheim |
| 435                                                 | Rosenheim Bahnhof R - Schloßberg - Vogtareuth - Griessstätt / Aichet - Wasserburg am Inn Stadt Busbf                                         | RVO                            |
| 436                                                 | Rosenheim Bahnhof R - Stadtmitte - Pfaffenhofen - Rott am Inn R - Attel - Reitmehring - Wasserburg am Inn R - Wasserburg Stadt Busbf         | RVO                            |
| 490                                                 | Rosenheim, Stadtmitte - Rosenheim Bahnhof R - Raubling - Altenmarkt am Inn - Nußdorf am Inn - Windshausen                                    | RVO                            |
| 491                                                 | Rosenheim Bahnhof R - Stadtmitte - Prutting - Krottenmühl - Bad Endorf R - Prien a. Chiemsee R                                               | RVO                            |
| 492                                                 | Rosenheim Bahnhof R - Stadtmitte - Prutting - Halfing - Höslwang - Amerang                                                                   | RVO                            |
| 493                                                 | Rosenheim Bahnhof R - Stadtmitte - Lauterbach - Achenmühle - Grainbach - Roßholzen                                                           | RVO                            |
| 494                                                 | Rosenheim Bahnhof R - Stadtmitte - Rohrdorf - Frasdorf - Prien a. Chiemsee R                                                                 | RVO                            |
| 495                                                 | Rosenheim Bahnhof R - Stadtmitte - Großkarolinenfeld R - Tattenhausen                                                                        | RVO                            |
| 496                                                 | Rosenheim Bahnhof R - Stadtmitte - Riedering - Söllhuben - Frasdorf - Aschau (Chiemgau) R                                                    | RVO                            |
| 497                                                 | Rosenheim Bahnhof R - Stadtmitte - Stephanskirchen - Riedering - Moosen - Mauerkirchen - Prien a. Chiemsee R                                 | RVO                            |
| 498                                                 | Rosenheim Bahnhof R - Stadtmitte - Schloßberg - Stephanskirchen - Baierbach                                                                  | RVO                            |

#### Radverkehr
Rosenheim liegt am Inn-Radweg, einem internationalen Fernradweg. Daneben gibt es Planungen für zwei Radschnellwege (Stephanskirchen - Feldkirchen-Westerham, sowie Brannenburg - Schechen), welche beide durch das Stadtgebiet Rosenheims verlaufen.

### Medien
Seit 1989 gibt es in Rosenheim die Lokalradiosender Charivari und seit 1988 Radio Regenbogen (Bayern) sowie seit 2001 den Jugendsender Radio Galaxy. Radio Charivari hat eine technische Reichweite von 310.000 Hörern, Radio Regenbogen, das in ganz Südostoberbayern zu hören ist, erreicht technisch 810.000 Hörer. Bereits 1987 ging das Regionalfernsehen Rosenheim (RFR) im Kabelnetz an den Start. Anfang 2004 wurde das Sendegebiet um die Landkreise Mühldorf, Altötting, Traunstein und Berchtesgadener Land erweitert und das RFR in RFO (Regionalfernsehen Oberbayern) umbenannt; es erreicht inzwischen etwa eine halbe Million potenzieller Zuschauer. Die Verbreitung erfolgt über diverse Kabelnetze in Südostbayern, über DVB-T, über Antenne sowie digital über Satellit (DVB-S) auf Astra 19,2° Ost.
Das Oberbayerische Volksblatt (OVB) ist die Regionalzeitung in Stadt und Landkreis Rosenheim und im Landkreis Mühldorf sowie im westlichen Teil des Landkreises Traunstein. Sie erreicht mit ihren Regionalausgaben eine Druckauflage von knapp 80.000 Exemplaren und rund 220.000 Leser in der Region.
Außerdem decken den Landkreis Rosenheim folgende Wochenzeitungen ab:
Seit 1986 erscheint in der Stadt Rosenheim, Chiemgau, Mangfalltal sowie Wasserburg das Anzeigenblatt blick, das von der Blickpunkt Verlags-GmbH & Co. KG herausgegeben wird. Die kostenlose Wochenzeitung erscheint im halbrheinischen Format und berichtet über lokale Veranstaltungen und regionale Nachrichten. Seit November 2008 hat der Verlag mit dem InnSalzach-blick sein Erscheinungsgebiet in den Landkreis Mühldorf und Altötting ausgedehnt. Die Auflage beläuft sich derzeit auf etwa 128.000 wöchentliche Exemplare.
Das echo erscheint ebenso wöchentlich und wird von der Pons Aeni Verlag GmbH in Rosenheim herausgegebenen. Das kostenlose Anzeigenblatt erreicht im Landkreis Rosenheim etwa 78.000 Haushalte.
blick und echo sind Mitglied in der Anzeigenblattgruppe Südbayern.
Seit Beginn 2007 erscheint die pressewoche auf dem Rosenheimer Zeitungsmarkt. Das Anzeigenblatt wird in Rosenheim verlegt.
Das ehemals kostenlose Anzeigenblatt Rosenheimer Nachrichten wurde zwischen 2003 und 2011 von der INNdependent Media GmbH herausgegeben, seit 2007 eine Tochter der österreichischen Verlagsgruppe Salzburger Nachrichten. Das Blatt erreichte etwa 175.000 Haushalte in den Landkreisen Rosenheim, Traunstein und Berchtesgaden und war seinerzeit die auflagenstärkste Wochenzeitung zwischen München und Salzburg.

### Bildung
In Rosenheim bestehen 15 Schulen mit 8500 Schülern unter der Trägerschaft der Stadt Rosenheim. Darunter sind neun Grund- und Mittelschulen, ein Sonderpädagogischen Förderzentrum, zwei Realschulen und drei Gymnasien: Das Sebastian-Finsterwalder-Gymnasium, das Ignaz-Günther-Gymnasium und das Karolinen-Gymnasium.
Zudem gibt es eine Waldorfschule, eine private Wirtschaftsschule, eine Fachoberschule sowie eine damit verbundene Berufsoberschule, zwei Berufsschulen, fünf Berufsfachschulen für verschiedene Ausbildungsberufe und die Hochschule Rosenheim.
Durch den Fachbereich Holztechnik der Fachhochschule mit seinem Lehrinstitut der Holzwirtschaft und Kunststofftechnik sowie die Staatliche Fachschule für Holztechnik, die in Rosenheim Holzingenieure, -wirte und -techniker ausbilden, knüpft Rosenheim an seine jahrhundertelange Tradition als Zentrum des oberbayerischen Holzhandels, der Holzgewinnung und -bearbeitung an.

### Gesundheit
Rosenheim ist Sitz des kommunalen Klinikverbundes Kliniken der Stadt und des Landkreises Rosenheim GmbH (RoMed) und dessen zentralen Klinikums Rosenheim, das mit über 2000 Mitarbeitern und 622 Betten das größte Krankenhaus der Region ist.

### Versorgung
Die Stadtwerke Rosenheim sind Betreiber der örtlichen Netze in Rosenheim und Umgebung.

#### Stromversorgung
Der Stromnetzbetreiber in Rosenheim sind die Stadtwerke Rosenheim. Diese betreiben nicht nur das Netz, sondern haben auch zahlreiche Kraftwerke zur Erzeugung.

#### Erdgasversorgung
Das örtliche Erdgasverteilnetz wird von den Stadtwerken Rosenheim betrieben.

#### Wärmeversorgung
Für die Wärmeversorgung und Erzeugung sind die Stadtwerke Rosenheim zuständig. Durch das Müllkraftwerk und der entsprechenden Abwärme besitzt Rosenheim ein beachtliches Nah- und Fernwärmenetz.

#### Kälteversorgung
Die Stadtwerke errichten für die Innenstadt eine Fernkälteversorgung. Der Ausbau hat dazu bereits begonnen und es konnten die ersten Häuser angeschlossen werden.

### Trinkwasser- und Abwasserentsorgung
Die Gewinnung, Aufbereitung und Verteilung des Trinkwassers wird von den Stadtwerken Rosenheim übernommen. Das Trinkwasser für Rosenheim stammt ausschließlich aus Grundwasser. Es wird seit 1950 im unteren Mangfalltal bei Bad Aibling über Tiefbrunnen aus 35 Metern Tiefe gefördert (sechs Brunnen bei Willing, einer bei Ellmosen). Nach einer UV-Bestrahlung zur Desinfektion wird es in das 400 Kilometer lange Leitungsnetz abgegeben. Hier sind drei Hochbehälter mit insgesamt 12.820 m³ Fassungsvermögen zwischengeschaltet, die der Druckerhaltung dienen und Verbrauchsspitzen abdecken. Der größte von ihnen ist der Hochbehälter Kreut mit 10.000 m³ Volumen, in Waldering stehen zwei kleinere Behälter. Insgesamt betrug die Abgabe der Stadtwerke 5 Mio. m³ im Jahr 2020. Der Anschlussgrad an das Trinkwassernetz liegt in Rosenheim bei 100 Prozent.
Mit einer Gesamthärte von 19,8 °dH fällt das Wasser in den Härtebereich „hart“. Der Brutto-Verbrauchspreis liegt bei 1,87 Euro je Kubikmeter.
Die Ableitung und Reinigung des anfallenden Abwassers fällt in den Zuständigkeitsbereich der Stadtentwässerung Rosenheim. 99,5 % der Stadtbewohner waren 2016 an die Kanalisation angeschlossen. Sie hat im Ortsgebiet eine Länge von 285 Kilometern, davon 75 Kilometer im Mischsystem. Das Mischsystem herrscht insbesondere in den zentralen Stadtteilen vor. Der größte Kanaldurchmesser liegt bei 2,5 Metern.
Das Abwasser von Rosenheim, Kolbermoor, Pfaffenhofen und Großkarolinenfeld wird im zentralen Klärwerk Rosenheim  gereinigt. Die Anlage wurde von 1959 bis 1964 als mechanisch-biologische Kläranlage erbaut und seitdem mehrfach erweitert. Heute hat sie eine Kapazität von 350.000 Einwohnerwerten und behandelt bei Trockenwetter etwa 60.000 m³ Abwasser täglich im Belebtschlammverfahren. Nach einer Aufenthaltszeit von durchschnittlich 24 Stunden wird das gereinigte Wasser über den Hammerbach und die Rott schlussendlich in den Inn eingeleitet. Der anfallende Klärschlamm wird über einen Zeitraum von 20 bis 30 Tagen verfault, durch Zentrifugen entwässert und anschließend verbrannt, das bei der Faulung entstehende Klärgas wird zur Strom- und Wärmeerzeugung verwendet. So kann der gesamte Wärmebedarf und 75 % des Strombedarfs der Kläranlage selbst erzeugt werden.

### Prostitution
Im Stadtgebiet von Rosenheim konzentrieren sich 22 Bordelle. Ursache ist neben der Lockerung des Prostitutionsgesetzes im Jahr 2002, dass Rosenheim im weiten Umkreis die einzige Stadt oberhalb der hierfür notwendigen Schwelle von 30.000 Einwohnern ist.

## Öffentliche Einrichtungen
Zuständig für die Polizei in Rosenheim ist das Polizeipräsidium Oberbayern Süd. Über die Polizei in Stadt und Landkreis Rosenheim wurde zwischen September 2011 und Januar 2013 wegen Fällen von Polizeigewalt berichtet. Der Chef der Rosenheimer Polizei wurde im November 2012 wegen Körperverletzung im Amt zu einer Strafe von 11 Monaten Freiheitsstrafe auf Bewährung verurteilt, weil er beim Rosenheimer Herbstfest 2011 einen Jugendlichen verletzte. Gegen das Urteil legte er Revision ein. Die Revision wurde vom Bundesgerichtshof als unbegründet abgewiesen. Das Urteil ist damit rechtskräftig.
Gerichte mit Sitz in Rosenheim sind das Amtsgericht Rosenheim und das Arbeitsgericht Rosenheim.
Neben sechs Feuerwachen in der Stadt unterhält der Ortsverband Rosenheim des Technischen Hilfswerks einen Technischen Zug mit 150 ehrenamtlichen Einsatzkräften.

## Ehemalige Garnison
Rosenheim erhielt 1936 erstmals eine Garnison, als das Pionierbataillon 7 die im Rahmen der Aufrüstung der Wehrmacht neu erbaute Kaserne bezog. Nach dem Zweiten Weltkrieg nutzte dann der Bundesgrenzschutz (ab 1957: Technische Grenzschutzabteilung Süd) das Areal. Heute befindet sich dort die Unterkunft Hans Ritter von Lex der Bundespolizei.

## Persönlichkeiten

### Ehrenbürger
Die amtliche Liste nennt 13 Personen, denen die Stadtverwaltung seit 1905 das Ehrenbürgerrecht verliehen hat. Sie ist bereinigt um Adolf Hitler und einige andere ab 1933 geehrte Personen, denen das Ehrenbürgerrecht aberkannt wurde.
Bekannte Ehrenbürger sind Johann Klepper, der als Begründer der Klepperwerke zeitweise einer der Hauptarbeitgeber der Stadt war, der Holzfabrikant Georg Aicher, nach dem heute das Gewerbegebiet Aicher Park benannt ist, sowie der in Rosenheim geborene Hans Ritter von Lex, einstiger Präsident des Deutschen Roten Kreuzes.